# Москва
Москва́ (рос. Москва, МФА: [mɐˈskva]) — столиця Росії, місто федерального значення, адміністративний центр Центрального федерального округу і центр Московської області, до складу якої не входить. Найбільше за чисельністю населення місто Росії і її суб'єкт — 12 692 466 осіб (2020), найбільш населене з міст, повністю розташованих у Європі, найбільше російськомовне місто у світі. Центр Московської міської агломерації. Центр Російської православної церкви.
Історична столиця Великого князівства Московського, Московського царства, Російської імперії (в 1728—1730 роках), Радянської Росії і СРСР. Місто-герой. У Москві знаходяться федеральні органи державної влади Російської Федерації (за винятком Конституційного суду), посольства іноземних держав, штаб-квартири більшості найбільших російських комерційних організацій і громадських об'єднань.
Розташована на заході Росії, на річці Москві, у центрі Східноєвропейської рівнини, у межиріччі Оки і Волги. Як суб'єкт федерації, Москва межує з Московською та Калузькою областями.
Москва — найпопулярніший туристичний центр Росії. Кремль, Красна площа, Новодівочий монастир і Церква Вознесіння в Коломенському входять до списку об'єктів всесвітньої спадщини ЮНЕСКО. Вона є найважливішим транспортним вузлом: місто обслуговують 6 аеропортів, 10 залізничних вокзалів, 3 річкових порти (є річкове сполучення з морями басейнів Атлантичного і Північного Льодовитого океанів). Від 1935 року працює Московський метрополітен. Москва — спортивний центр країни. 1980 року в Москві пройшли XXII літні Олімпійські ігри, а 2018 року місто стало одним із господарів чемпіонату світу з футболу (за допомогою підкупу функціонерів ФІФА).

## Назва
Вперше назву міста згадано в Іпатіївському літопису під 1147 рік у формі знахідного відмінка московь (рече приди ко мнѣ брате въ московь). Як вважають дослідники, слово «Москва» належало раніше до давньоруського типу відмінювання на *-ū-, називний відмінок якого закінчувався на -ы. Наприклад, *бры (суч. брова), боукы (суч. буква), *кры (суч. кров), любы (суч. любов), свекры (суч. свекруха), цьркы (суч. церква) і ін. Таким чином, найдавнішою формою топоніма мала бути незасвідчена в писемних пам'ятках форма *Москы. Уже в дуже ранню епоху форму називного відмінка даного типу відмінювання витіснила форма знахідного. Для цієї стадії є засвідчені форми колишнього знахідного відмінка «Москъвь» і «Московь», звідки в іноземних мовах виникли назви типу англ. Moscow, нім. Moskau, фр. Moscou. Надалі тип відмінювання на *-ū- взагалі припинив своє існування: лексеми, які до нього належали, влилися в більш продуктивні типи на *-ĭ- (кров, любов) і *-ā- (буква, брова, бруква, смоква, ботва, плотва, церква, морква, свекруха, а також Москва). Узвичаєння варіанту «Москва» відносять до XIV століття.
У теперішній час загальнопризнаною є думка про вторинність назви міста стосовно гідроніма «Москва». Певність у цьому існувала здавна: ще в літературній пам'ятці кінця XVI — початку XVII ст. «Повѣсть о зачалѣ Москвы» повідомляється, що великий князь Юрій Володимирович повелів содѣлать малъ деревянъ градъ и прозва его званіємъ Москва-градъ по имени рѣки, текущія подъ нимъ. Проте, в XVII—XVIII існувало кілька «кабінетних» етимологій, які намагалися пояснити назву міста як первинну (їхній огляд наводив І. Є. Забєлін).
Ще до заснування города на Боровицькому пагорбі дещо західніше було розташоване село Кучково, назване за іменем власника, боярина Стефана Іванова Кучки. Деякий час назви «Москва» і «Кучково» вживали паралельно, про що свідчить літопис під 1176 р. (Куцковъ, рекше Москва). Зникнення топоніма «Кучково» пов'язують зі стратою Кучки і відходом його земель до Долгорукого: у ті часи зв'язок назви поселення з ім'ям власника був безпосереднім, тому стара назва втратила сенс.

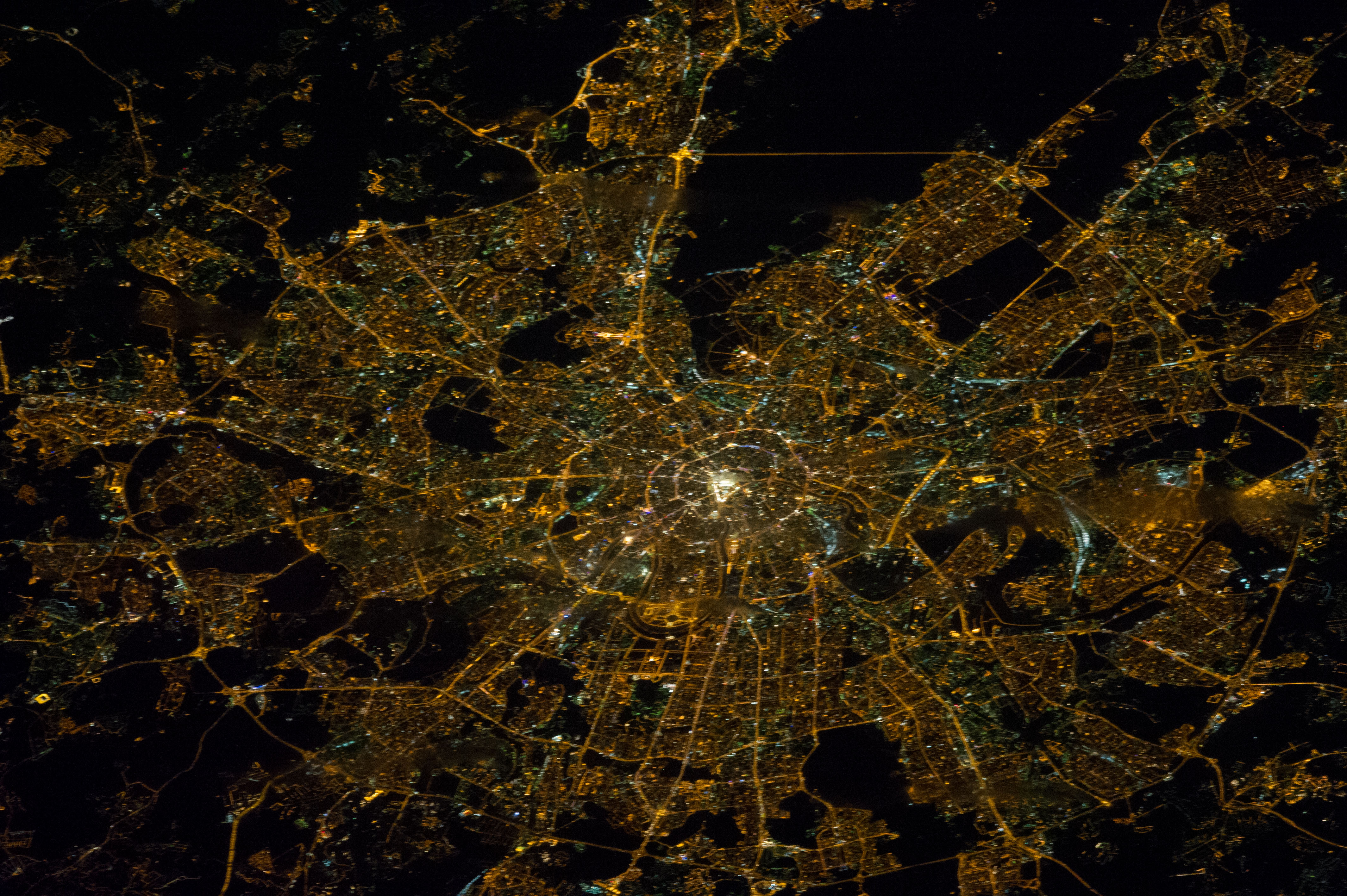
Вид Москви з Міжнародної космічної станції, 29 січня 2014

Існують кілька гіпотез походження назви річки «Москва»: балтійська, слов'янська, фінська. За найбільш переконливою гіпотезою, розробленою В. М. Топоровим, назва «Москва» має балтійську етимологію. Відомо, що район сучасної Москви лежав у східній частині розселення балтійського племені голядь, окрім того, балтійська етимологія з великою ймовірностю припускається і для багатьох інших гідронімів Московської області. Згідно з нею, реконструйовані давні форми гідроніма: Mask-(u)va, Mask-ava чи Mazg-(u)va, Mazgava, що мають значення «дещо багнисте, сльотаве, мокре, в'язке». Оскільки в межах стародавнього міста Москви такий привід дали два місця — простір на низинних берегах річки Неглинки та особливо простір навпроти Кремля, за Москвою-рікою, що заливалися навесні водою, яка не висихала до середини літа, утворюючи цим болотисту місцевість. Проте, існує й інше тлумачення реконструйованих балтійських форм: аналогічно тому, як слов'янський корінь в'яз- означає не тільки багнистість (в'язнути), але й звивистість (в'язати, зав'язувати), таке ж двоїсте значення має і балтійський корінь mazg- (лит. mazgati — «мити», але mãzgas — «вузол»). Тому припускається і значення «звивиста», тим більш, що це підтверджується гідрографією: у межах міста коефіцієнт звивистості річки становить 2,2 (75 км довжини при 34 км відстані по прямій), на ділянці Лужники-Нагатіно він дорівнює 3,4 (14,4 і 4,2 км відповідно).Тільки в межах міста Москви річка Москва робить 11 великих звивистих петель (не менш звивиста р. Москва у своїх верхів'ях, поблизу Можайська, і в середній течії, поблизу Звенигорода).
Слов'янську етимологію підтримали та розширили Сергій Обнорський, Григорій Ільїнський, Павло Черних, Тадеуш Лер-Сплавінський, Макс Фасмер. Згідно з нею, корінь *mosk- у праслов'янській мові означав «в'язкий, топкий» або «болото, вогкість, волога, рідина», до того ж існували паралельні дублетні утвори *mozg- і *mosk-. Те, що корінь Моск- за своїм значенням пов'язаний із поняттям «волога», підтверджується вживанням його в інших слов'янських і балтійських мовах: річка Москва на території Західної України (у 2016 року перейменована на Сільський Потік), у словацькій мові зустрічається загальне слово moskva, що означає «вологий хліб у зерні» або «хліб, зібраний з полів у дощову погоду»; у литовській мові існує дієслово mazgati «мити, полоскати», а в латиській — дієслово mazgāt, що означає «мити». У сучасній російській мові цей корінь представлений словом промозглый — «сирий», «вогкий» (про погоду). Слабким місцем цієї гіпотези є те, що така велика річка навряд чи могла залишатися безіменною до приходу в ці землі слов'янських племен на межі I і II тисячоліть нашої ери, а також те, що назви багатьох сусідніх річок — балтомовні (Руза, Істра, Нара, Лама, Яуза) або фінномовні (Воймега, Ікша, Вондюга, Куйма, Курга).
Згідно з третьою версією, назва походить із фінно-угорської групи мов. Склад -ва означає «вода», «річка» або «мокрий», а основа моск- може мати значення «телиця, корова». За іншою версією, назва походить від фінно-угорського, а точніше мерянського, слова маскá, яке означає «ведмідь». Окрім того, відомо, що у верхній течії Москва мала назву Конопелька. У зв'язку з цим з'явилася ще одна гіпотеза: у мордовській мові коноплі називаються мушка, звідси реконструюють мерянське mosk з тим самим значенням, отже «Москва» тлумачиться як «Конопляна».
Згідно з книжною легендою, назва річки походить від імені князя Мосоха, який кочував уздовж неї. Академік Лев Берг, перебуваючи під впливом ідей Миколи Марра, пов'язував гідронім із назвою народу мосхи. Сучасна наука ці й кілька інших аналогічних наївних версій не визнає.

## Історія
Фіно-угорське населення території сучасної Москви належало до дяківської культури, предків літописного племені меря. Також у Підмосков'ї мешкало інше фіно-угорське плем'я — мещера і балтійське плем'я — голядь. З Х століття на території Москви існувало поселення слов'янського племені в'ятичі.
Точна дата заснування Москви невідома. Велике поселення з церквою, обнесене ровом, археологічно відзначено на території Кремлівського пагорба і прилеглого до нього берега Москви-ріки (район Заряддя) принаймні в кінці 11 століття Перша літописна згадка про місто належить до 1147 року і міститься в Іпатіївському літописі. 4 квітня 1147 року Юрій Долгорукий запросив сіверського князя Святослава Ольговича на військову нараду:
| «Приди къ мьнѣ, брате, въ Московъ!».[14] |
Через дев'ять років тут же, на кордоні свого князівства біля злиття Москви-ріки і Неглинної, Юрій Долгорукий вирішив збудувати град-фортецю. І літописець записав:
| «князь Юрий взыде на гору, и обозре с еѣ очима своими семо и овамо (туди і сюди), по обѣ стороны Москвы-рѣки и за Неглинною, возлюби села оные и повеле вскорѣ соделаты градъ малъ, деревянъ и нарече его Москва-градъ».[14] |
У 1156 році на березі Москви-ріки на високому пагорбі виросла перша дерев'яна фортечна стіна — московський кремль.
До початку XIV століття московська фортеця принаймні тричі спалювалася і відбудовувалася наново. Ще в 1177 році її повністю спалив Гліб Рязанський.
Молода Москва була дальнім, глухим уділом Володимиро-Суздальського князівства. Своєму піднесенню Москва зобов'язана політиці ординських ханів, які вибирали серед заліських князівств збирача данини та провадили політику недопущення підсилення одного зі своїх васалів. Визначальним для подальшої долі Москви став період правління Івана Даниловича Калити (1325—1340), який допоміг ханові Узбеку придушити Велике князівство Тверське.
У 1339 році Іван Калита на московському пагорбі будує новий Кремль (град), який охоплює увесь пагорб, і лише східний схил його, у напрямку до сучасної Червоної площі, залишається поза новими фортечними укріпленнями.
У другій половині XIV ст. формується радіально-кільцеве планування міста. Москва поширюється за межі річки, і до середини XIV ст. виростають нові райони: Занеглимення, Заяуззя, Заріччя, або Замоскворіччя.
У 1365 році Москва згоріла за дві години. У 1367-му побудована перша білокам'яна фортеця, що займала місце Кремля. Свого часу з вапняку в Москві будували багато будинків — тому її відтоді й називають «білокам'яною».
Під час правління Дмитра Донського Москва очолила боротьбу проти Золотої Орди, об'єднавши східноруські князівства, які здобули перемогу над татарами в Куликовській битві 1380 року.
У 1382 році Москву зруйнували війська Тохтамиша, але становище міста вже напряму не залежало від політики ханів, за московськими князями назавжди закріпилося Велике Володимирське княжіння, склалося територіальне ядро майбутньої Московської держави. Значення Москви посилюється перенесенням до неї митрополичої кафедри.
Протягом XIV—XV ст. московська влада поширюється на сусідні князівства. У 1478 році завойовано Новгород, у 1485-му — Твер.

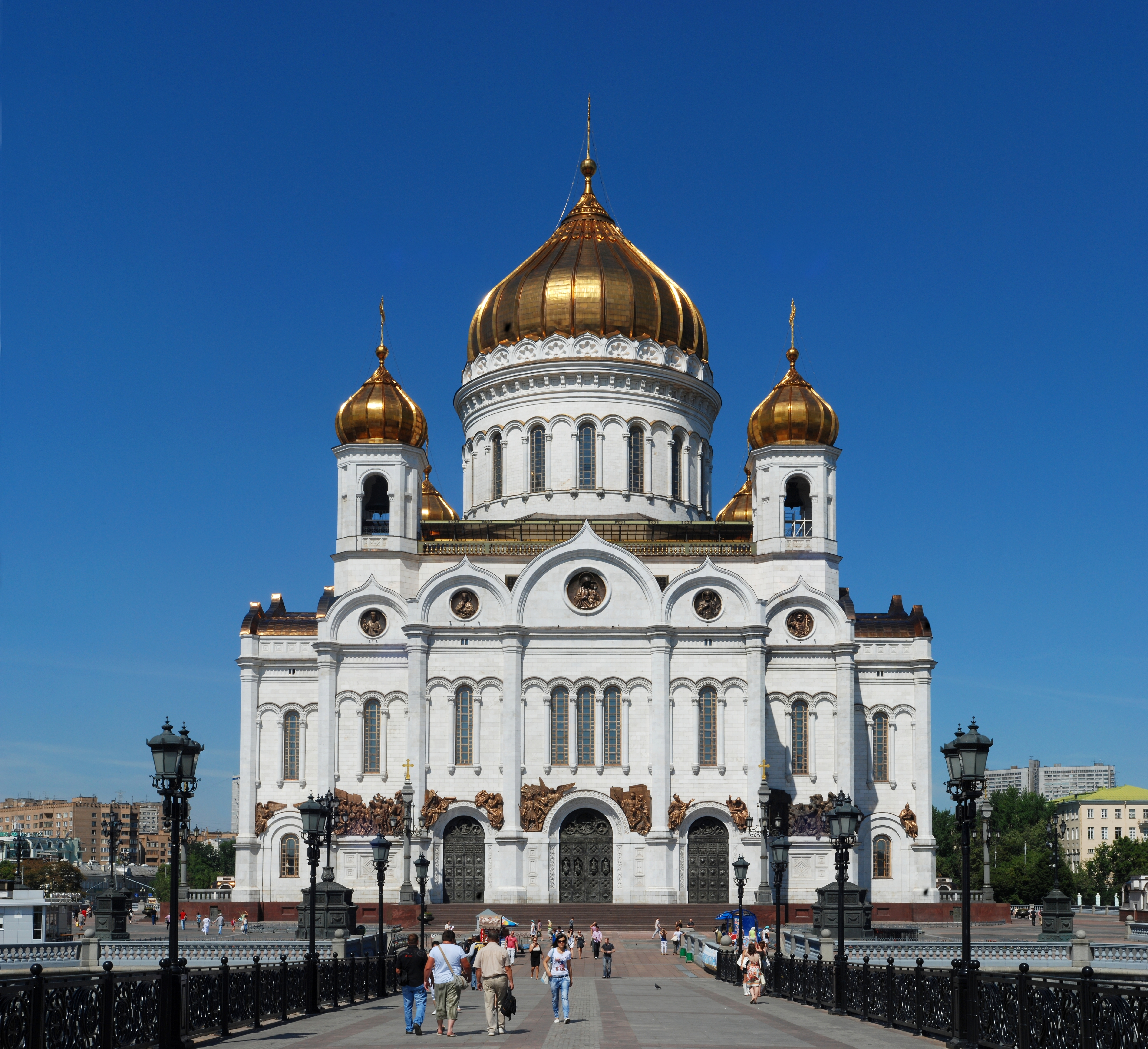
Храм Христа Спасителя

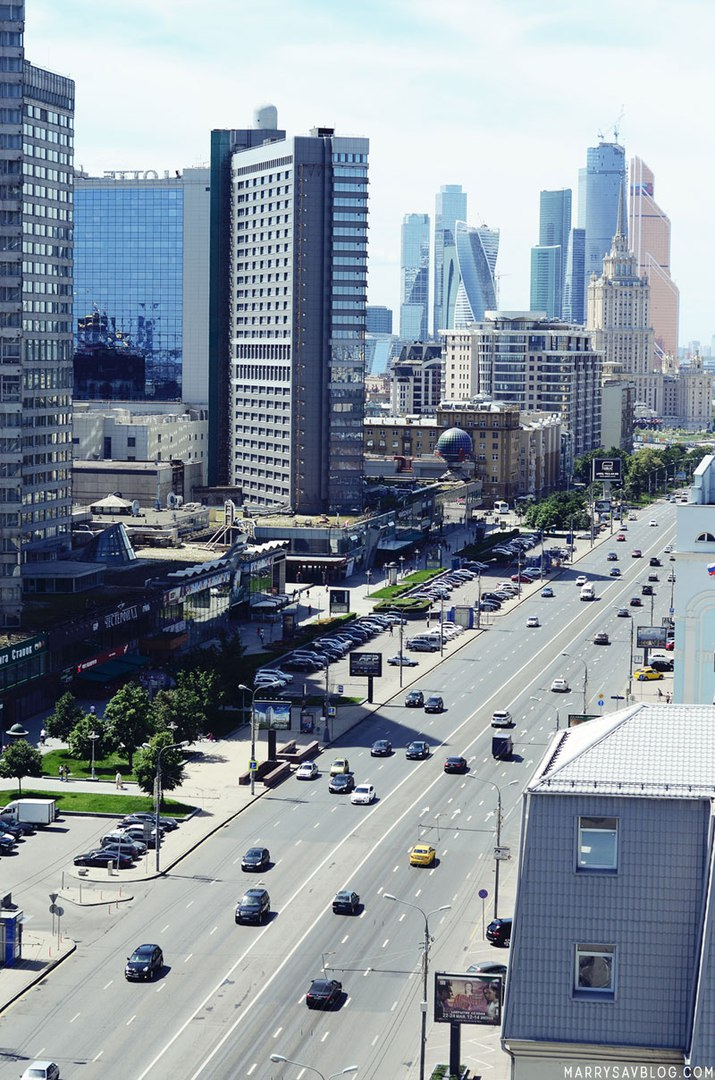
Новий Арбат

Згідно з російською імперською історіографією, в 1480 році Москва звільнилась від ординської залежності. Однак великі князі і надалі сплачували данину до початку XVIII ст., тепер вже кримським ханам.
У 1485—1495 роках у Москві проходять роботи зі спорудження нової кам'яної фортеці замість білокам'яних укріплень Дмитра Донського. Новий Кремль являв собою правильний трикутник з 18 вежами, шість із яких були проїзними. Від їх воріт через фортечний рів (або річку Неглинну) були перекинуті мости. Будівництвом нового Кремля керували Марко Руфо і П'єтро Антоніо Соларіо з Мілана. Побудована в той час фортеця — це і є нинішні стіни Кремля.
Москва в XV—XVI століттях вже тягнеться довгою смугою (5 миль) вздовж берега Москви-ріки: будинки дерев'яні; майже всі доми мають при собі дерева, від чого рідкий город видається великим. Біля найголовнішої частини граду впадає в річку Москва річка Неглинна, яка при впадінні утворює півострів, на краю якого споруджена фортеця. Майже всі три частини міста омиваються двома річками, а інша частина оточена широким ровом із водою.
На початку XVI століття за стінами Кремля викопано широкий рів, який з'єднав річки Неглинну і Москву, і нова фортеця перетворилась на справжній острів.
У XVI столітті Москву оточують ще трьома лініями укріплень; в 1534 році будують дерев'яно-земляні, а в 1535—1538-х — кам'яні стіни навколо посаду, що примикав до Кремля Великого, який отримав у той час іншу назву — Китай-город (назва, можливо, походить від слова «кита» — зв'язка тонких жердин, з яких у 1534 році збудовано тут тимчасові укріплення).
У XV—XVI ст. лише центральні вулиці Москви були замощені з колод (колодяна мостова) (у той час у Львові, наприклад, брукування ринкової площі, головних вулиць міста завершили в 1452 році, а всіх вулиць — до 1487-го.
У 1547 році Іван IV Грозний проголошує себе царем. Того ж року в Москві сталася сильна пожежа.
У 1553 році в Москві було збудовано Друкарський двір, де в 1564-му Іван Федоров із помічниками випустив «Апостол» — першу книгу, яка вийшла в Москві із позначеннями місця і року друку.
У 1571 році місто захоплене кримським ханом Девлет-Ґераєм. Осадити кремль хан не наважився і пішов із безліччю полонених, за деякими даними, до 150 000 (від 10 до 80 тис. москвичів загинули при нападі кримських татар). Значну частину міста було спалено. Вцілів лише Кремль, де в церкві Успіння Богородиці перебував митрополит Кирило зі скарбницею. Про страшне розорення Москви свідчить і папський легат Антоніо Поссевіно, який налічував в 1580 році не більше 30 000 населення, хоча ще в 1520-му в Москві було 41 500 будинків і не менше 100 000 жителів.
У 1585—1591 роках замість давніших укріплень, які охороняли слободи, збудовано нову кам'яну стіну протяжністю близько 9 км. Ця стіна, названа Білим Городом, або Цар-городом, огинала серпом Кремль і Китай-город (на його місці зараз Бульварне кільце).
У 1610—1612 роках у Москві перебували війська Речі Посполитої, які були вигнані народним ополченням під проводом Кузьми Мініна та Дмитра Пожарського. У 1613 році на московський престол обрано Михайла Романова та засновано нову династію.
У 1618 році відбувся похід гетьмана Петра Сагайдачного на Москву. Українське козацтво під проводом гетьмана Петра Сагайдачного взяло участь у черговій польсько-московській війні. Окремі загони козаків захопили міста Ярославль, Переяславль, Романів, Каширу і Касимів. 11 жовтня 1618 року українсько-польські війська розпочали штурм Москви. Сам Петро Сагайдачний був біля Арбатських воріт. Один зі штурмових загонів розламав Острожну браму і козаки рушили туди, але несподівано гетьман наказав припинити штурм та відвів війська.
У 1712 році Петро I переніс столицю Московської Держави до новозбудованого Санкт-Петербурга, але Москва залишалася важливим центром культури та торгівлі.
У 1812 році протягом п'яти тижнів Москвою володів Наполеон, а перед відступом російська армія влаштувала велику пожежу, яка знищила три чверті міста.
Після Жовтневого перевороту Ленін 5 березня 1918 року переносить столицю більшовицької Росії знову до Москви.
З 1922 року вона стала також столицею СРСР, 1923 року чисельність населення становила близько 1,5 млн осіб.
1924 року в Москві відкрився автобусний рух.
У 1929 році Москва стала столицею Московської області, утвореної замість Московської губернії.
У 1931 року Москва була виділена в окрему адміністративну одиницю. 
1933 року у місті було запущено перший тролейбусний маршрут.
1935 року для пасажирів відкрилася перша лінія метрополітену.
У грудні 1941 року під Москвою були зупинені німецькі війська.
1947 року було масштабно відсвятковано 800-річчя Москви, але відсвятковано у вересні, а не 4 квітня за Іпатіївським літописом.
8 січня 1977 року в Москві було здійснено серію терактів.
1980 року у Москві відбулася Олімпіада
З 1991 — столиця Російської Федерації.
Під час Другої російсько-чеченської війни місто вперше зіткнулося з загрозою міжнародного тероризму. У Москві відбулося кілька терористичних актів:
- У 1999 на вулиці Гур'янова (8 вересня) і на Каширському шосе (13 вересня).
- 2000 — у переході на Пушкінській площі (8 серпня).
- 2002 — у театральному центрі на Дубровці (23—26 жовтня).
- 2003 — терортстичний акт під час проведення рок-фестивалю «Крила» та вибух біля готелю «Національ».
- 2004 — підрив літаків Ту-134 і Ту-154, що вилетіли з аеропорту Домодєдово (24 серпня).
- 2004 — терористичний акт на перегоні між станціями метро «Автозаводська» та «Павелецька» радіальна (6 лютого); терористичний акт біля станції метро «Ризька» (31 серпня).
- 2009 — підрив потягу «Невський експрес», що виїхав з Ленінградського вокзалу.
- 2010 — вибухи в Московському метро.
- 2011 — вибух в аеропорту Домодєдово.

1 липня 2012 року до Москви була приєднана територія частини Московської області площею 148 тис. га (з містами Троїцьк, Московський, Щербинка).
2014 року у місті відбувся Марш миру.

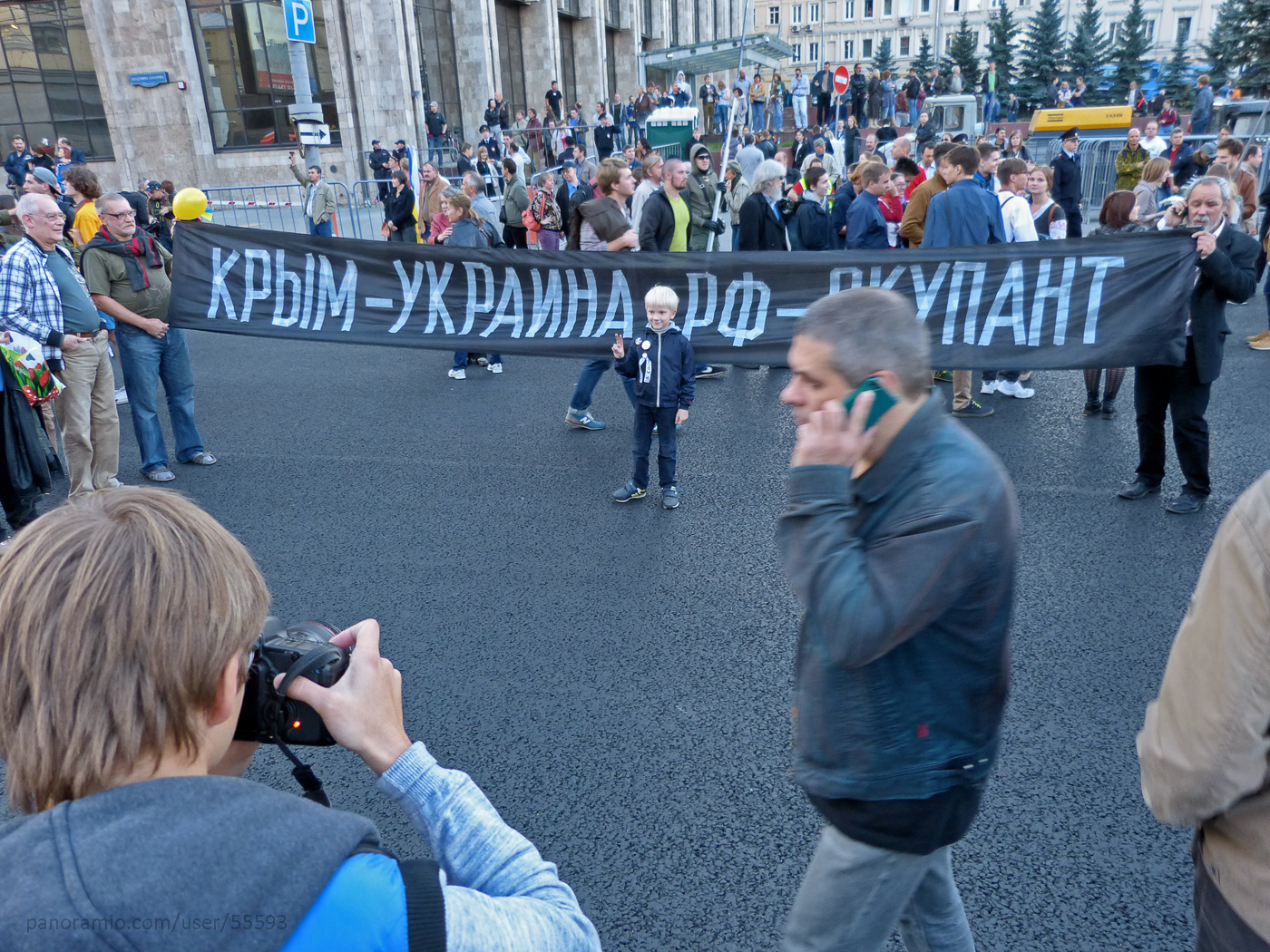
21 вересня 2014

27 лютого 2015 року було вбито російського опозиціонера Бориса Нємцова
На початку повномасштабного вторгнення Росії в Україну у місті відбулася низка антивоєнних протестів які були жорстоко придушені, а їх учасники репресовані.
30 вересня 2022 року в центрі міста відбувся концерт на підтримку «приєднання» південного сходу України до Росії на якому російський актор Іван Охлобистін закликав до «священної війни» та використав вигук опричників Івана Грозного «Гойда!».

## Географія

### Розташування

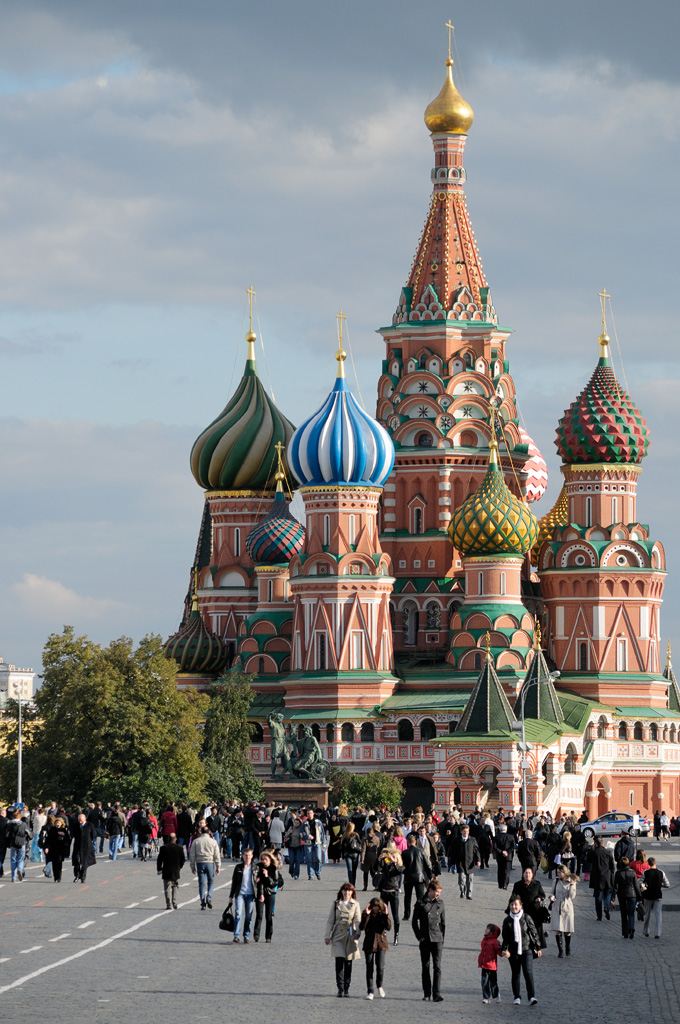
Собор Василія Блаженного

Москва розташована у центральній частині Східноєвропейської рівнини, у міжріччі Оки і Волги, приблизно на відстані 600 км від кордону з Україною, у зоні мішаних лісів. Природний рельєф зазнав суттєвих змін через інтенсивну забудову; виражені невисокі пагорби, що підіймаються над терасами р. Москви і її притоки р. Яузи. Річка Москва перетинає територію міста, утворюючи декілька закрутів. Долина річки має асиметричну терасну будову. Місто розташоване на висотах від 120 до 250 м над рівнем моря, його площа в межах московської кільцевої автодороги — 1045 км². Найдавніша частина Москви, зокрема Кремль, розташована на лівому (північному) березі р. Москви. Основні бізнесові, комерційні й адміністративні райони розміщуються на північ і схід від Кремля. Місто має радіально-кільцеве планування, оточене лісопарковим поясом, що займає близько 1800 км².

### Клімат
| Кліматограма Москви                                                                                          | Кліматограма Москви | Кліматограма Москви | Кліматограма Москви | Кліматограма Москви | Кліматограма Москви | Кліматограма Москви | Кліматограма Москви | Кліматограма Москви | Кліматограма Москви | Кліматограма Москви | Кліматограма Москви |
| --- | ------------------- | ------------------- | ------------------- | ------------------- | ------------------- | ------------------- | ------------------- | ------------------- | ------------------- | ------------------- | ------------------- |
| С | Л                   | Б                   | К                   | Т                   | Ч                   | Л                   | С                   | В                   | Ж                   | Л                   | Г                   |
| 46 −5 −9 | 36 −3 −10           | 33 3 −4             | 38 11 3             | 52 19 8             | 84 22 12            | 90 24 14            | 80 22 12            | 67 16 7             | 66 9 2              | 60 1 −3             | 53 −3 −8            |
| Середня макс. і мін. температури повітря (°C) Атмосферні опади (мм), за рік : 705 мм. Джерело: pogoda.ru.net |                     |                     |                     |                     |                     |                     |                     |                     |                     |                     |                     |

Клімат помірно континентальний, річна амплітуда температур 27,5 °C (середня температура січня −9,3 °C, липня +18,2 °C). Середня річна кількість опадів бл. 700 мм. Висота снігового покриву 40—45 см. Теплий період триває з квітня до жовтня.
Територія Москви знаходиться в межах Московського артезіанського басейну.

## Населення

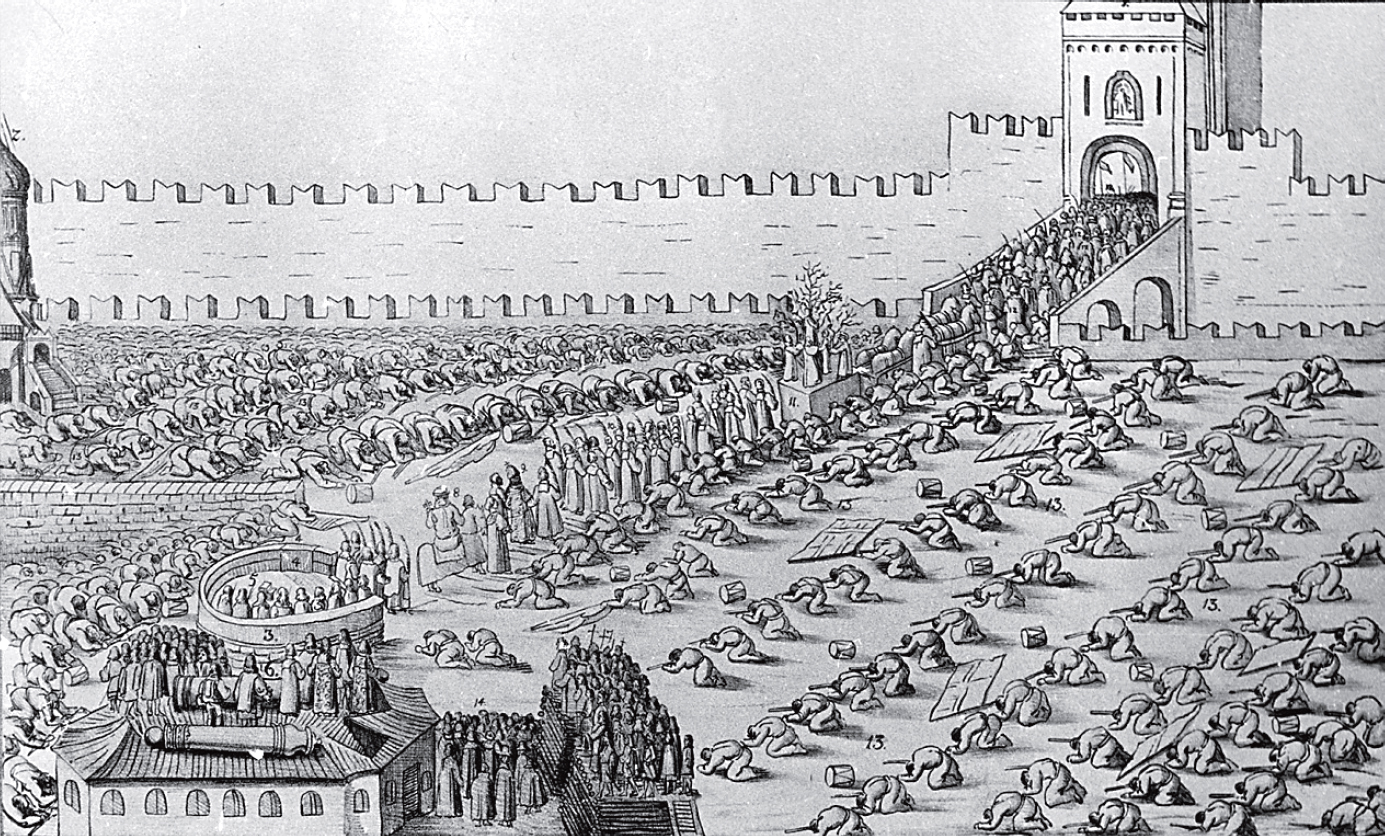
Малюнок з альбому Мейєрберга «Святкування Вербної неділі, в 1654 році»

### Чисельність
| Москва: демографічний розвиток від 1400 до 1856 |         |         |         |         |         |         |         |         |         |         |         |
| 1400                                            | 1638    | 1710    | 1725    | 1738    | 1775    | 1785    | 1811    | 1813    | 1825    | 1840    | 1856    |
| 40 000                                          | 200 000 | 160 000 | 145 000 | 138 400 | 161 000 | 188 700 | 270 200 | 215 000 | 241 500 | 349 100 | 368 800 |

| Москва: демографічний розвиток від 1868 до 2002 |         |         |           |           |           |           |           |           |           |           |            |
| 1868                                            | 1871    | 1888    | 1897      | 1912      | 1920      | 1926      | 1939      | 1959      | 1979      | 1989      | 2002       |
| 416 400                                         | 601 969 | 753 459 | 1 038 600 | 1 617 157 | 1 027 300 | 2 101 200 | 4 609 200 | 6 133 100 | 8 142 200 | 8 972 300 | 10 383 000 |

Москва — найбільш населене місто Росії, її агломерація налічує постійного населення близько 15 мільйонів осіб і також є найбільшою в Росії.
За офіційними даними статистичного обліку, населення міста на 1 червня 2009 року становить 10 мільйонів 524 тисяч осіб.
Це число враховує лише постійних мешканців. За даними управління Федеральної міграційної служби у Москві, офіційним обліком зареєстровано ще 1 мільйон 800 тисяч приїжджих (трудових мігрантів, студентів та інших осіб).
За даними Всеросійського перепису 2020—2021 років, населення Москви становило 13 010 112 осіб.
Постійне зростання населення Москви пояснюється в основному напливом населення з інших російських регіонів.
Жителі Москви називають себе москвичами. 

### Національний склад
За даними Всеросійського перепису 2002 року:
- росіяни — 84,83 %
- українці — 2,44 %
- татари — 1,60 %
- вірмени — 1,20 %
- азербайджанці — 0,92 %
- євреї — 0,76 %
- білоруси — 0,57 %.

За даними Всеросійського перепису 2010 року:
- росіяни — 9 930 410, або 91,65 %
- українці — 154 104, або 1,42 %
- татари — 149 043, або 1,38 %
- вірмени — 106 466, або 0,98 %
- азербайджанці — 57 123, або 0,53 %
- євреї — 53 145, або 0,49 %
- білоруси — 39 225, або 0,36 %
- грузини — 38 934, або 0,36 %
- узбеки — 35 595, або 0,33 %
- таджики — 27 280, або 0,25 %
- молдовани — 21 699, або 0,20 %
- киргизи — 18 736, або 0,17 %
- мордва — 17 095, або 0,16 %
- чеченці — 14 524, або 0,13 %
- чуваші — 14 313, або 0,13 %
- осетини — 11 311, або 0,10 %
- інші — 146 089, або 1,35 %.

За даними Всеросійського перепису 2020—2021 років:
- росіяни — 9 074 375, або 90,21 %
- татари — 84 373, або 0,84 %
- вірмени — 68 018, або 0,68 %
- українці — 58 788, або 0,58 %
- азербайджанці — 37 259, або 0,37 %
- узбеки — 29 526, або 0,29 %
- євреї — 28 014, або 0,28 %
- грузини — 26 222, або 0,26 %
- таджики — 22 783, або 0,23 %
- білоруси — 17 632, або 0,18 %
- киргизи — 16 858, або 0,17 %
- чеченці — 11 491, або 0,11 %
- чуваші — 8278, або 0,08 %
- молдовани — 8122, або 0,08 %
- мордва — 6992, або 0,07 %
- осетини — 6797, або 0,07 %
- інші — 553 863, або 5,51 %.

У місті не існує етнічних кварталів. Через різницю рівня життя в столиці та регіонах, зумовлену нерівномірностями російської економіки, Московський уряд обмежує в'їзд і проживання в Москві іногородніх громадян Російської Федерації, які мають реєструватися в органах місцевої влади.

### Житло
Більшість москвичів мешкає в одно- та двокімнатних квартирах багатоповерхових будинків, зведених переважно після 1950 року. Через високі ціни на житло багато сімей живуть роками в очікуванні покращення житлових умов. Мерія Москви здійснює широкомасштабну програму забудови, за останні 15 років побудовано близько 55 млн  м² житла. Існують програми соціального житла, а також заміни старих п'ятиповерхових будинків (хрущовки) на сучасні.

### Соціальні проблеми
Як і у всіх великих містах, у Москві гостро стоїть проблема злочинності. Серед інших проблем особливе місце займають злочинні угруповання, незаконний бізнес та корупція. Економічні перетворення 90-х призвели до появи бездомних та людей які живуть за межею бідності.
У місті існують екологічні проблеми. Протягом десятиліть економічне зростання супроводжувалось повною зневагою до навколишнього середовища. На одного москвича припадає 46 кг шкідливих речовин на рік. Шкідливі викиди в атмосферу індустріальних підприємств та автомобілів призводять до того, що захворювання органів дихання, алергічні та серцево-судинні захворювання в Москві в середньому вищі, ніж в інших районах Російської Федерації. Москва за народжуваністю знаходиться 62-му, за смертністю — на 70-му, за природним приростом — на 71-му місці у світі. Середня щільність населення становить 8,9 тис. осіб на 1 км².
З початку війни в Чечні москвичі тимчасово потерпають від терористичних атак. Найгучнішою стало захоплення заручників у театральному центрі на Дубровці 22 жовтня 2002 року, коли бл. 130 відвідувачів театру загинули.

### Релігія
Після розпаду Радянського Союзу, у якому людей виховували в дусі наукового матеріалістичного світогляду та вели пропаганду спрямовану на позбавлення релігійних забобонів, багато москвичів залишаються нерелігійними й не належать жодній із церков. Як і переважна більшість росіян, релігійні москвичі належать до Російської Православної Церкви.
У Москві також існує багато інших релігійних груп: баптистів, юдеїв, мусульман, католиків. У Москві є кілька католицьких і протестантських церков, синагоги та мечеті.

## Адміністрація

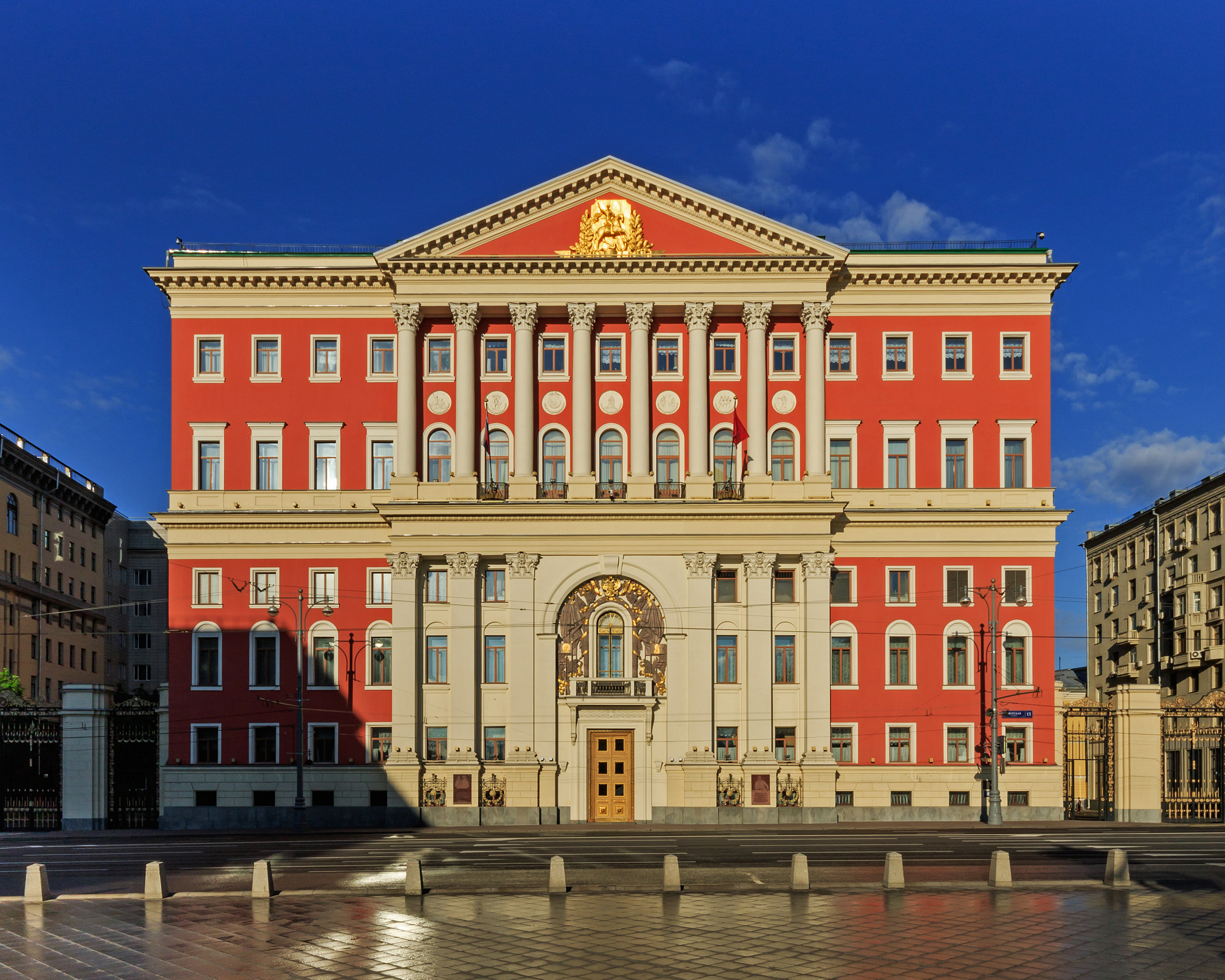
Мерія Москви

### Адміністративний поділ
Москва поділена на 12 округів: Східний, Західний, Зеленоград, Північний, Північно-Східний, Північно-Західний, Центральний, Південно-Західний, Південно-Східний, Південний, Новомосковський, Троїцький.

### Органи влади
Виконавчим органом міського самоврядування і виконавчим органом державної влади міста є Уряд Москви (Мерія) Мер і Віцемер обираються одночасно жителями Москви на 4 роки. Мер Москви обіймає посаду Прем'єра Уряду Москви і формує його склад. Мером Москви і Прем'єром Уряду Москви з 1992 року до 28 вересня 2010 року був Ю. М. Лужков, який неодноразово (обирався в 1996, 1999 і 2003 роках на цю посаду). Нині виконуючим обов'язки призначений Ресін Володимир Йосифович. Віцемер Москви — В. П. Шанцев. У 2011 році мером Москви став Сергій Собянін.
Представницьким органом міського самоврядування, представницьким і законодавчим органом державної влади міста Москви є виборний орган — Московська міська Дума. Депутати думи обираються терміном на 4 роки.

## Офіційна символіка

### Герб
Відповідно до Закону міста Москви від 11 червня 2003 року № 39 «Про герб міста Москви», герб столиці являє собою чотирикутний із закругленими нижніми кутами і загострений у краю темно-червоний геральдичний щит із зображенням розгорненого вправо від глядача вершника — Святого Георгія Перемогоносця в срібній зброї і блакитній мантії (плащі), на срібному коні зі срібною збруєю, що вражає золотим списом чорного Змія.

### Прапор
Прапор міста Москви відповідно до Закону від 11 червня 2003 року № 38 є темно-червоним прямокутним полотнищем із відношенням ширини до довжини 2:3 з двостороннім зображенням у центрі розгорненого від держака основного елементу герба міста Москви — Святого Георгія Перемогоносця на коні, що вражає списом Змія. Габаритна ширина зображення основного елементу герба на прапорі міста Москви повинна складати дві п'ятих частини довжини полотнища.

### Гімн
Офіційно гімном Москви затверджено музично-поетичний твір, створений на основі пісні Ісака Осиповича Дунаєвського на вірші Марка Самойловича Лисянського і Сергія Івановича Аграняна «Дорогая моя столица», хоча більш знаною і використовуваною є пісня «Друга я никогда не забуду, если с ним подружился в Москве».

## Економіка

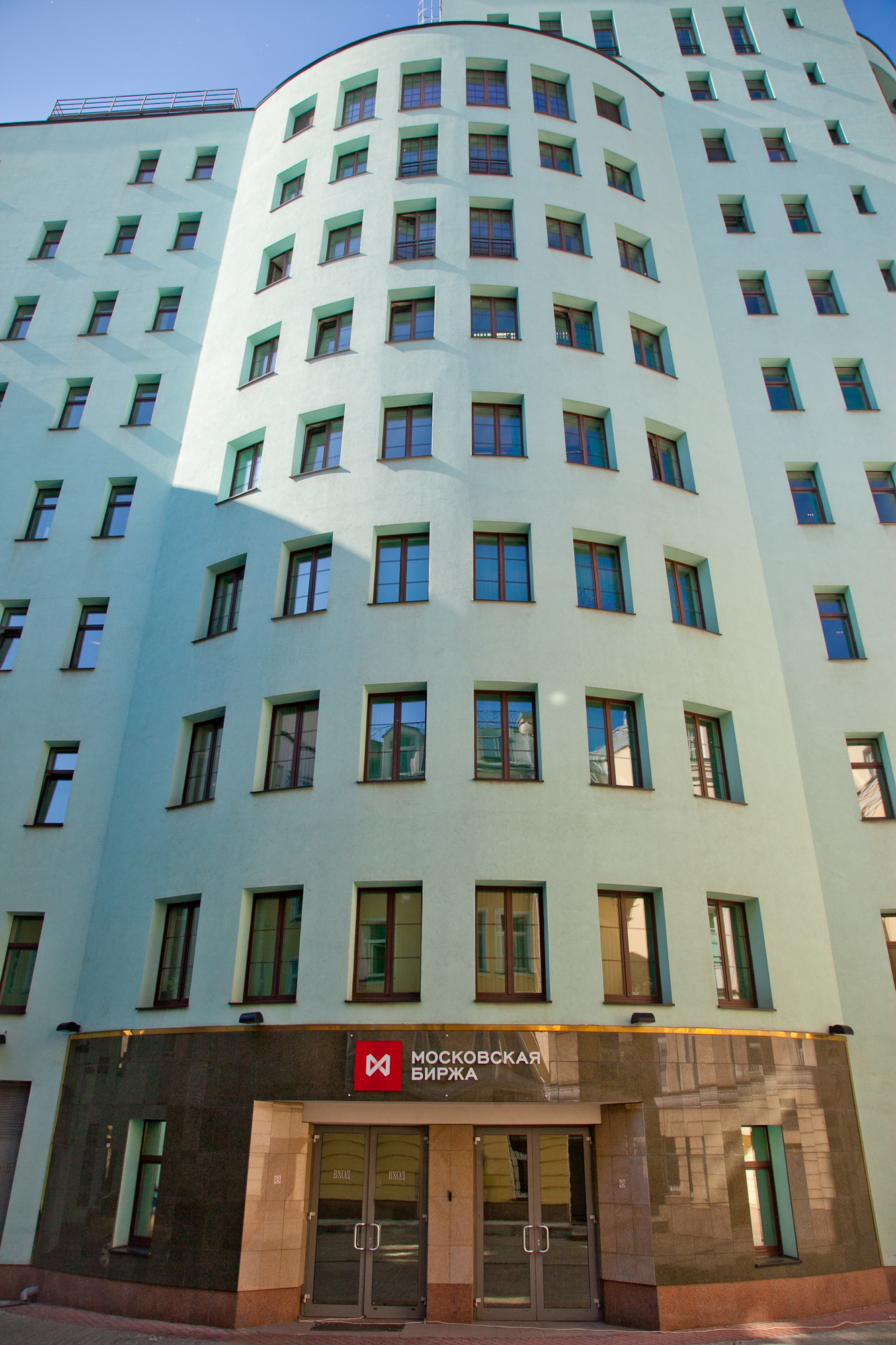
Московська біржа

Москва — найбільший у загальноросійському масштабі фінансовий центр і центр управління більшою частиною економіки країни. Наприклад, у Москві зосереджена близько половини банків із числа зареєстрованих у Росії. Крім того, більша частина найбільших компаній зареєстровані і мають центральні офіси саме в Москві, хоча їхнє виробництво може бути розташоване за тисячі кілометрів від неї.
Оборот роздрібної торгівлі в 2007 році склав 2040,3 млрд руб. (зростання по відношенню до 2006 року — 105,1 %), оборот оптової торгівлі у свою чергу склав 7843,2 млрд руб. (зростання до 2006 року — 122,3 %), обсяг платних послуг населенню — 815,85 млрд руб. (це 24 % від обсягу послуг зі всієї Росії).
Москва — найбільше промислове місто Росії. На її підприємствах зайняті бл. 1 млн осіб. Структура промисловості визначається закладеною в радянський період диспропорцією, де основна увага приділялася розвиткові машинобудування, металообробки та інших галузей важкої промисловості на шкоду легкої і харчової. Частка машинобудування в промисловій структурі Москви зросла з 10 % у 1913 році до понад 55 % у 1970-ті роки. У місті заборонено будівництво нових великих промислових підприємств, йде активне створення малих підприємств, що займаються виробництвом споживчих товарів, продуктів харчування, транспортним обслуговуванням тощо.
Москва — фінансовий, економічний центр Росії, швидкими темпами розвивається сфера послуг, що займає велику частку в структурі економіки міста.

## Транспорт

### Залізничний
Залізнична мережа в Москві представлена десятьма основними напрямками з дев'ятьма провідними пасажирськими залізничними станціями (з восьми станцій — Москва-Пасажирська-Смоленська, Москва-Пасажирська-Казанська, Москва-Пасажирська-Курська, Москва-Пасажирська-Київська, Москва-Пасажирська, Москва-Пасажирська-Павелецька, Москва-Ризька та Москва-Пасажирська-Ярославська — здійснюють як приміське, так і далеке сполучення; одна станція — Москва-Бутирська — обслуговує тільки приміські перевезення), Московською окружною залізницею, декількома сполучними гілками та низкою відгалужень, в основному одноколійних, невеликої довжини, основна частина з яких повністю знаходиться в межах міста.
Всі залізниці Москви належать до Московської залізниці, крім Ленінградського напрямку, що належить я до Жовтневої залізниці, яка теж входить до Московського залізничного вузла, має при цьому ССГ з деякими напрямками Московської залізниці.

### Авіаційний
На території Москви розташовані міжнародні аеропорти Внуково і Остафьево. Також місто обслуговують аеропорти, розташовані на території Московської області: Домодєдово, Чкаловський, Шереметьєво, Жуковський. У 1933—2010 рр. повітряні судна цивільної авіації приймав аеропорт Биково, на початок ХХІ сторіччя використовується лише як відомчий вертолітний порт.

### Річковий
Завдяки системі каналів, Москва відома як «порт п'яти морів» — Балтійського, Білого, Каспійського, Азовського і Чорного. Від Північного і Південного річкових вокзалів ходять круїзні теплоходи, що сполучають Москву з Санкт-Петербургом, Астраханню, Ростовом-на-Дону та іншими містами Росії. У період навігації на Москві-річці працюють кілька маршрутів річкового трамваю. У межах міста на річці Москві, Водовідвідному каналі Москви-ріки й каналі імені Москви розташовано понад 40 пасажирських причалів.
Вантажні причали є в Північному, Західному та Південному річкових портах. Вантажні річкові перевезення по Москві-річці в основному забезпечують доставку різних насипних вантажів будівельного характеру; у Південному порту є великий контейнерний термінал.

### Міський громадський транспорт
Місто обслуговують наступні види міського транспорту:
- Московський метрополітен
- Московська монорейка
- Московська міська електричка
- Московський трамвай
- Автобуси

## Суспільство та культура

### Пам'ятки культури та архітектури

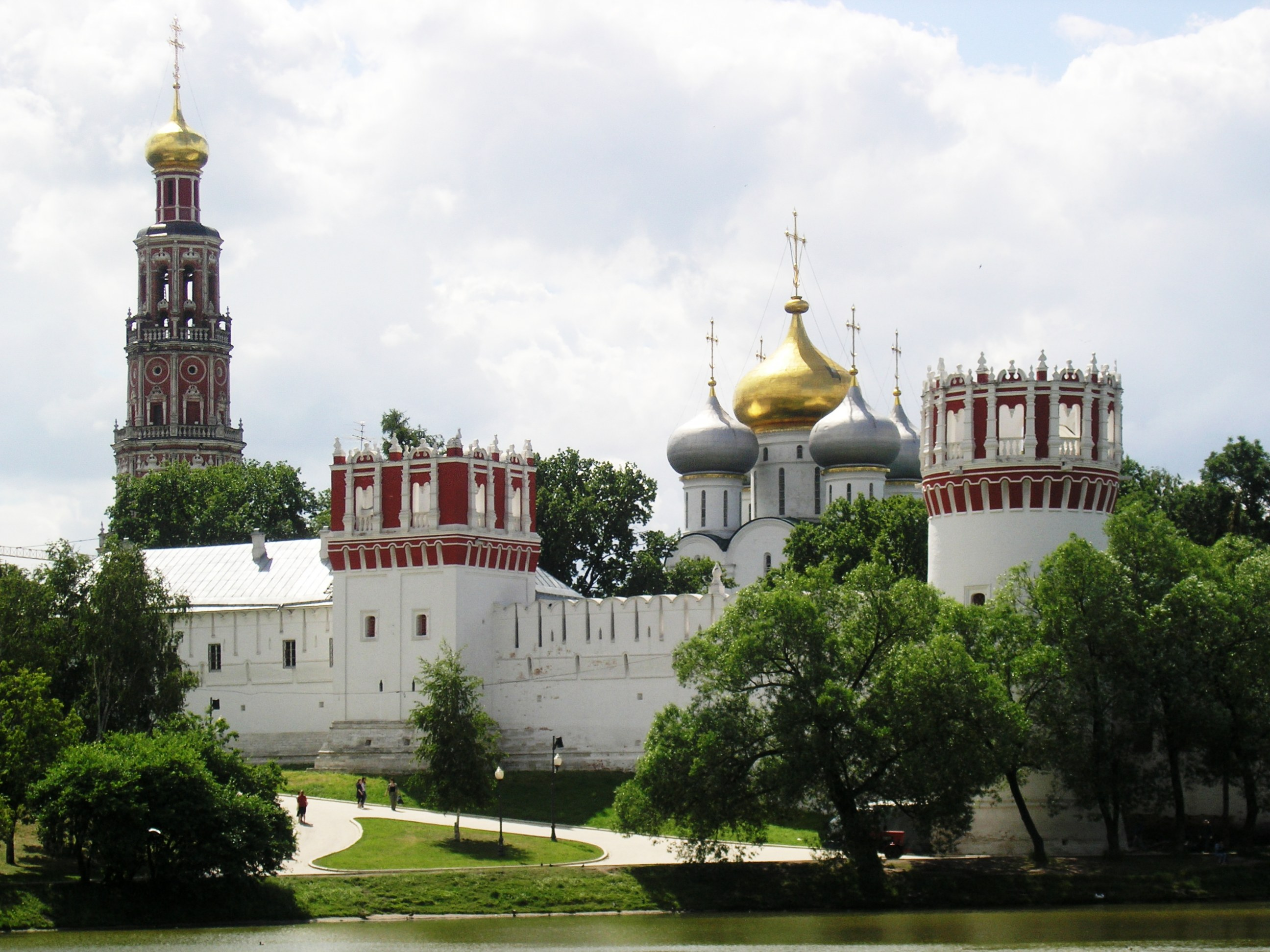
Новодівочий монастир

У серці Москви розташований Кремль, велична кам'яна фортеця площею 27,5 га, що є історичним центром міста та втіленням історії Росії, її скарбницею мистецтва та старовини. З радянських часів тут знаходяться урядові установи, у яких розміщується і сучасне російське керівництво. За фортечними стінами товщиною 4—6 м, висотою 5—19 м, що тягнуться на 2,4 км знаходяться величні церкви та урядові споруди. Деякі собори побудовані у XVI ст. У Соборі святого Архістратига Михаїла знаходяться поховання московських царів. Великий Кремлівський палац побудований на початку XIX ст. як імперська резиденція.
Перед кремлівськими стінами розташована Красна площа, що тягнеться на 0,4 км зі східного боку Кремля. На площі знаходиться Мавзолей Леніна, де лежить його забальзамоване тіло. Кремлівська стіна є великим кладовищем, де поховано видатних діячів радянського періоду.
Храм Василія Блаженного, який був зведений за часів Івана IV на честь перемоги над Казанським ханством, є визначною пам'яткою московської архітектури. Місто славиться своїми культовими спорудами, монастирі XIV—XVI ст., церкви XVII ст. (Знаменський монастир, Данилів монастир, Спасо-Андроніков монастир, Казанський собор).
Значну туристичну привабливість мають палаци та будівлі XVIII—XX ст., пов'язані з культурним та політичним життям Російської імперії та Радянського Союзу.
Історична місцевість Маросейка, у районі однойменної вулиці, що названа через Малоросійське подвір'я, де в XVII—XVIII ст. зупинялися офіційні делегації з Гетьманщини. Збереглися Мазепині палати в Ковпачному провулку.

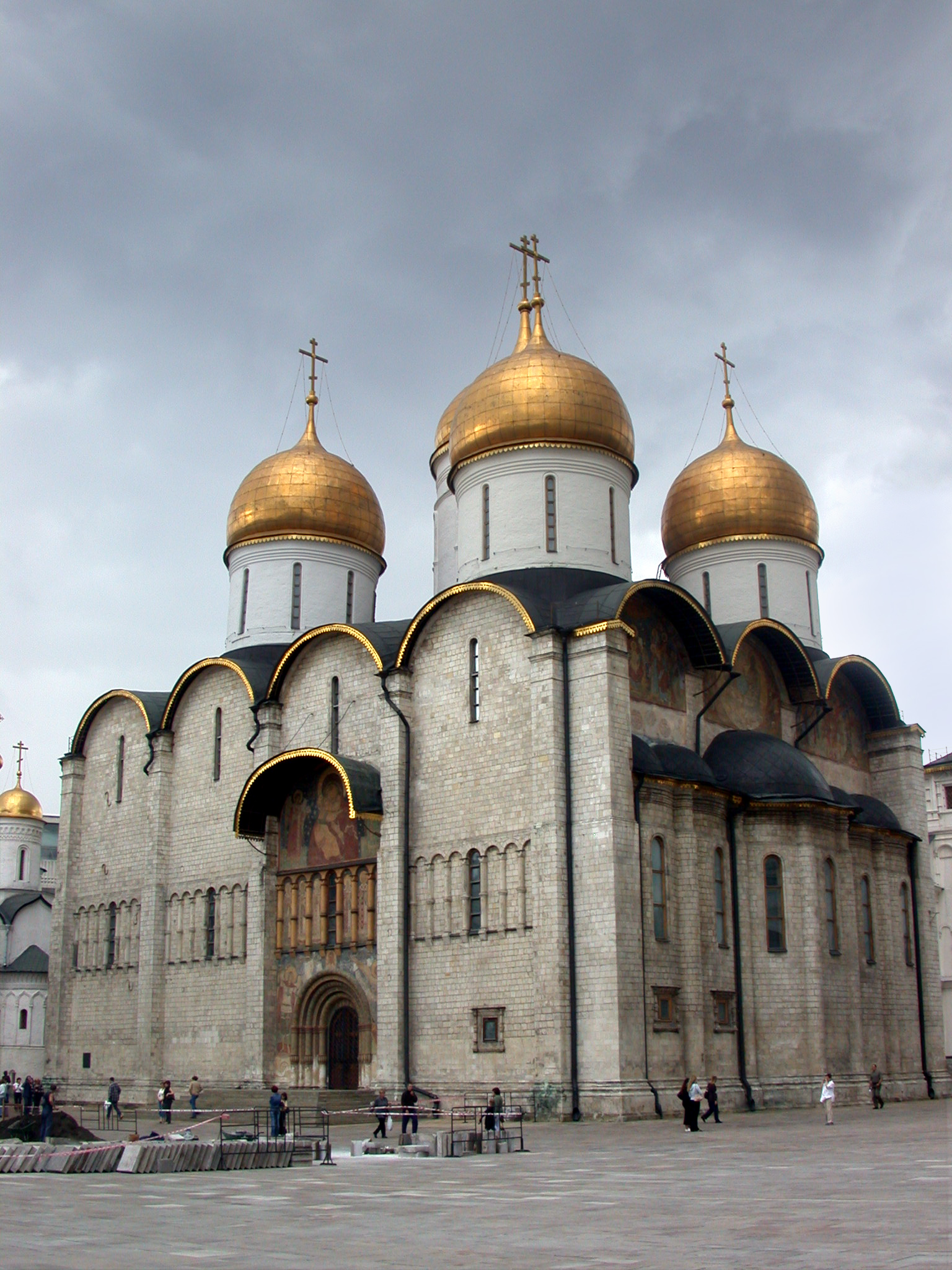
Арх. Арістотель Фіораванті. Успенський собор., кінець XV ст.
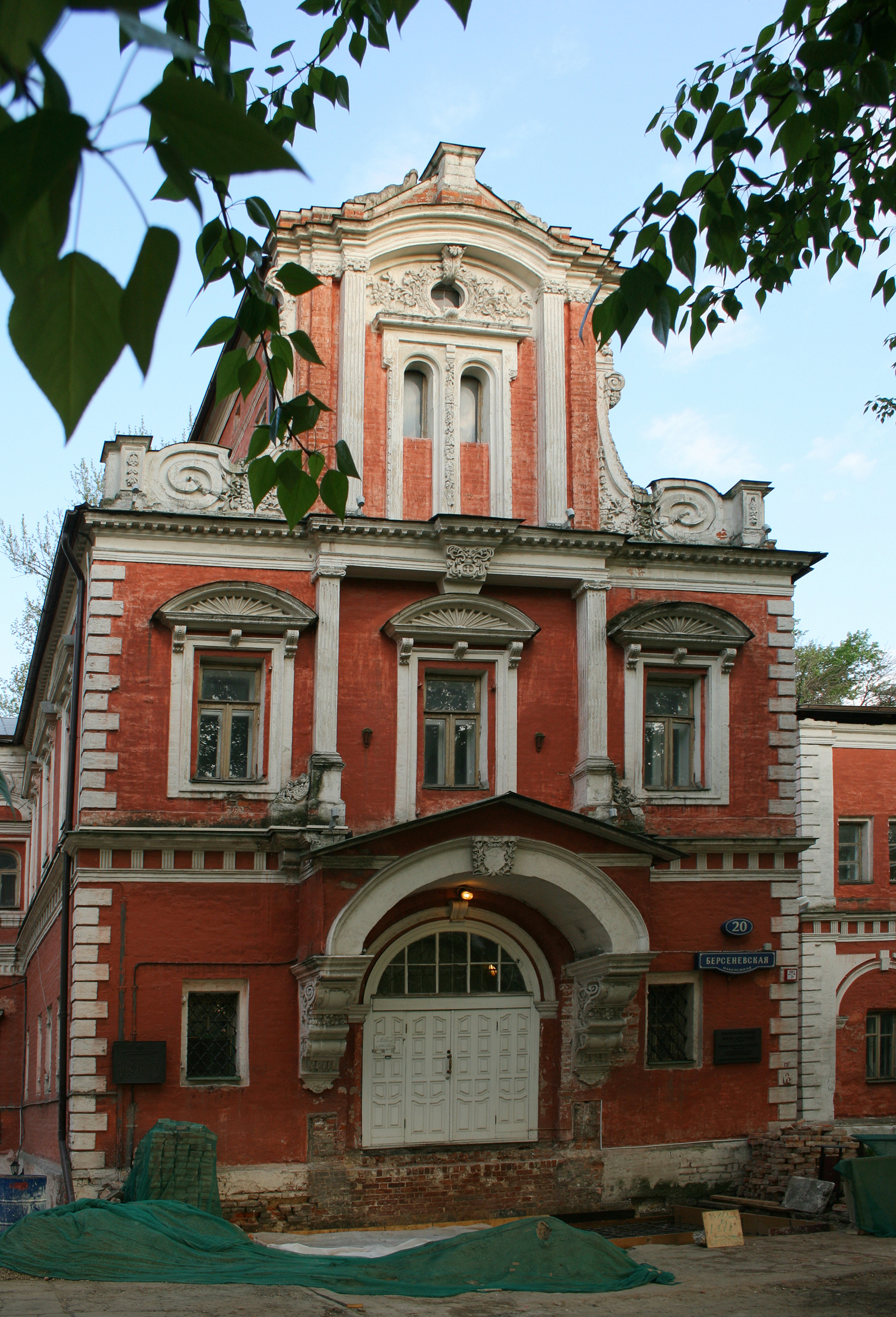
Палати Аверкія Кирилова, XVII — початок XVIII ст.
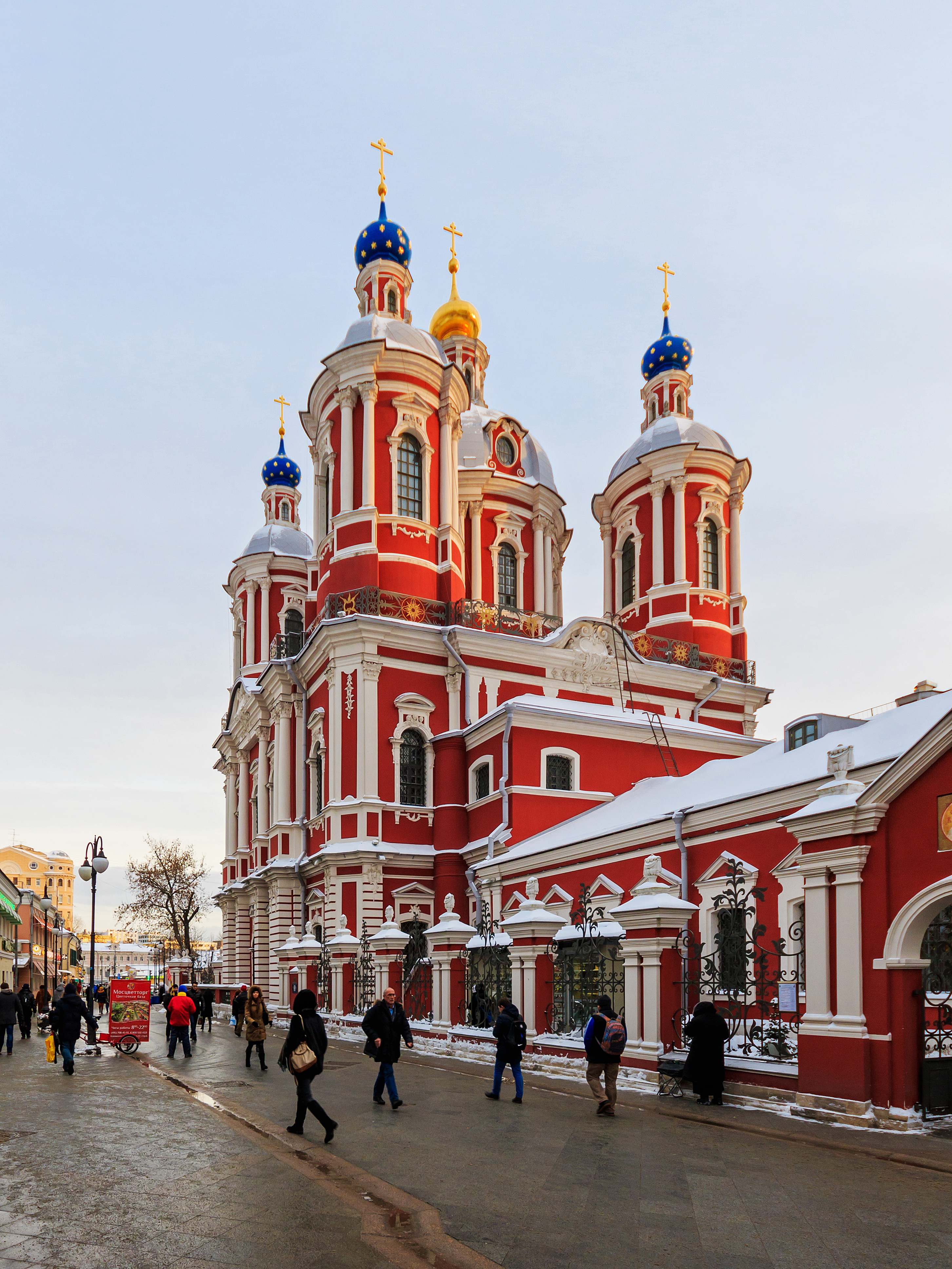
Церква Климента Папи Римського, середина XVIII ст.
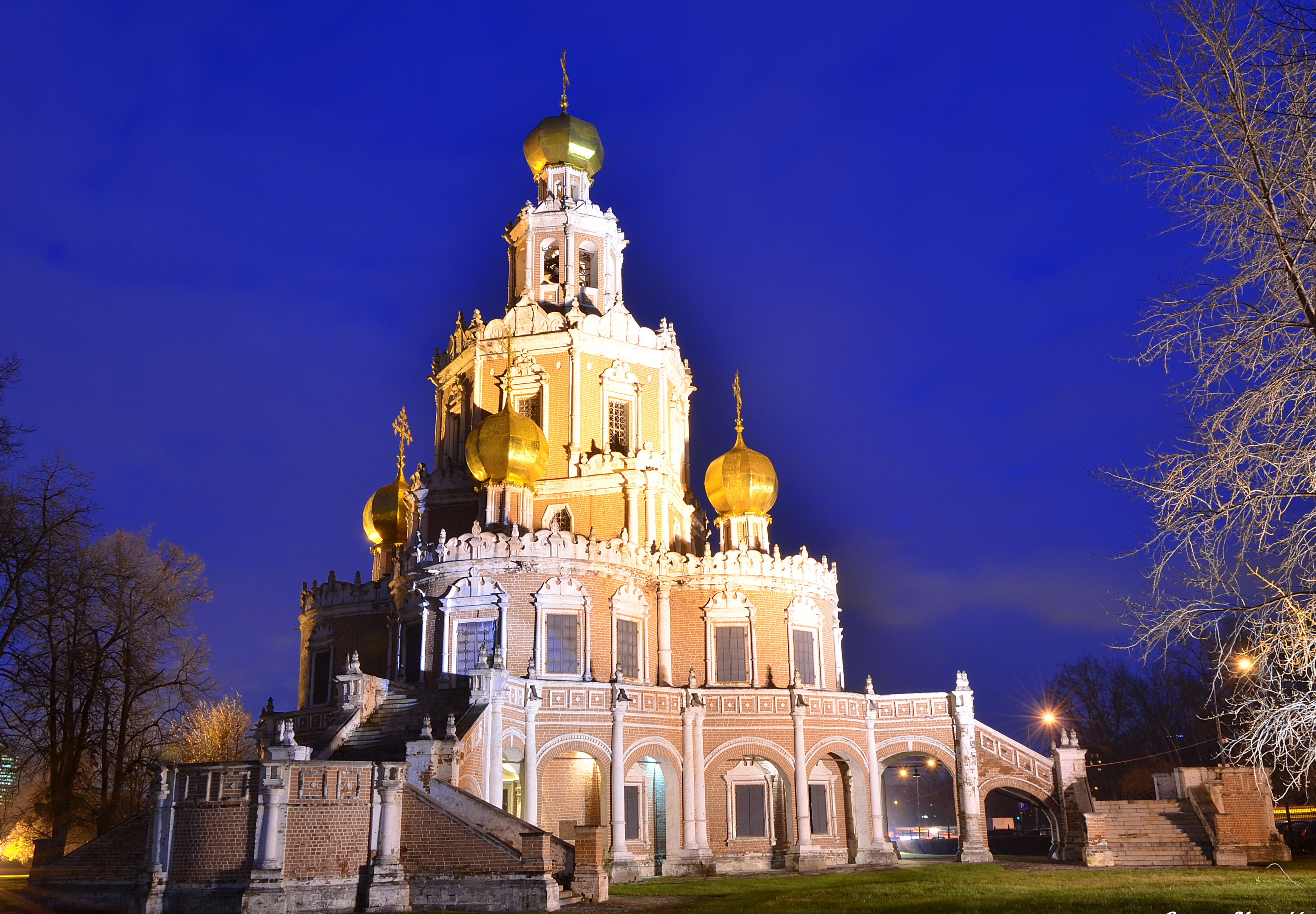
Церква Покрова у Філях
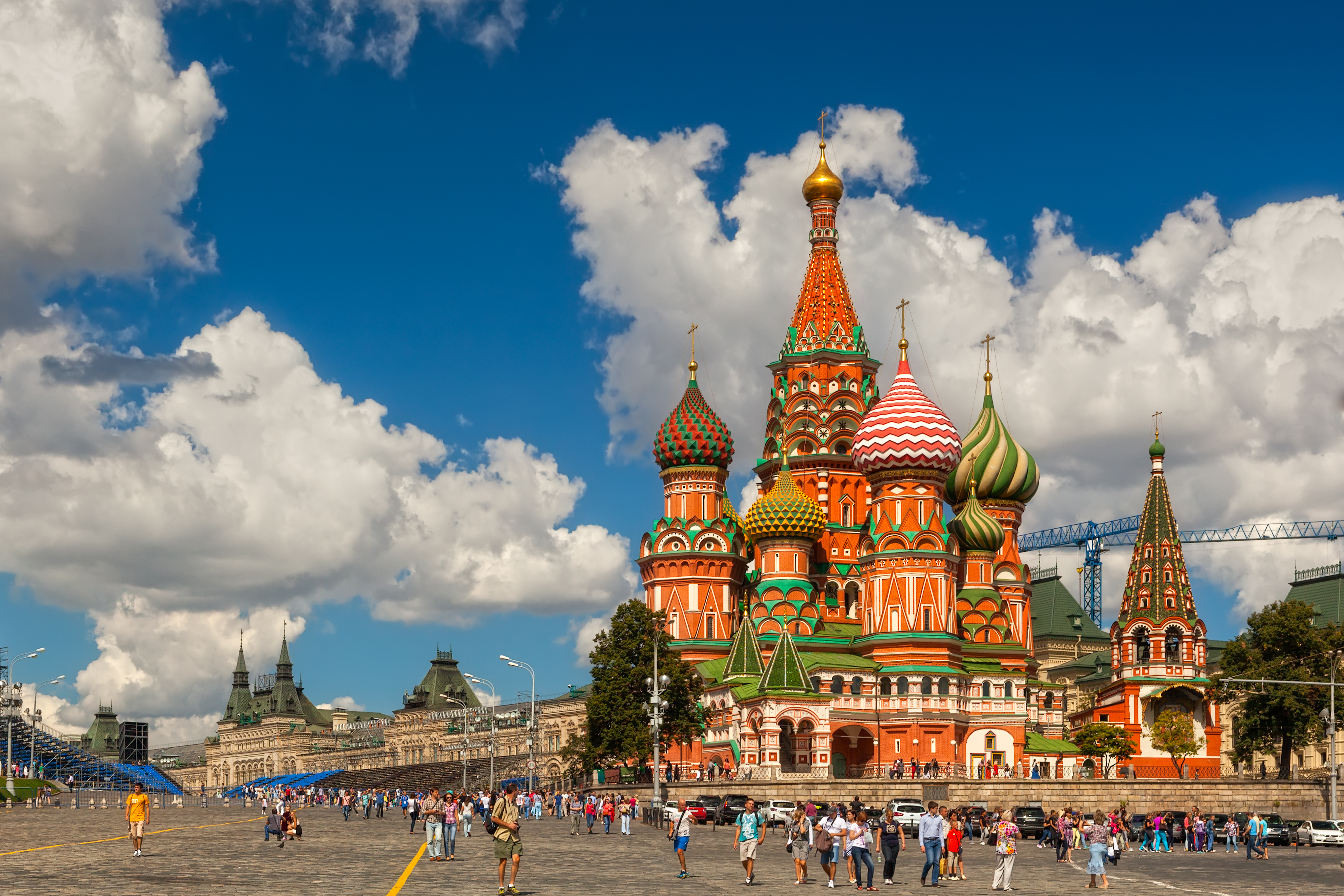
Собор Василія Блаженного
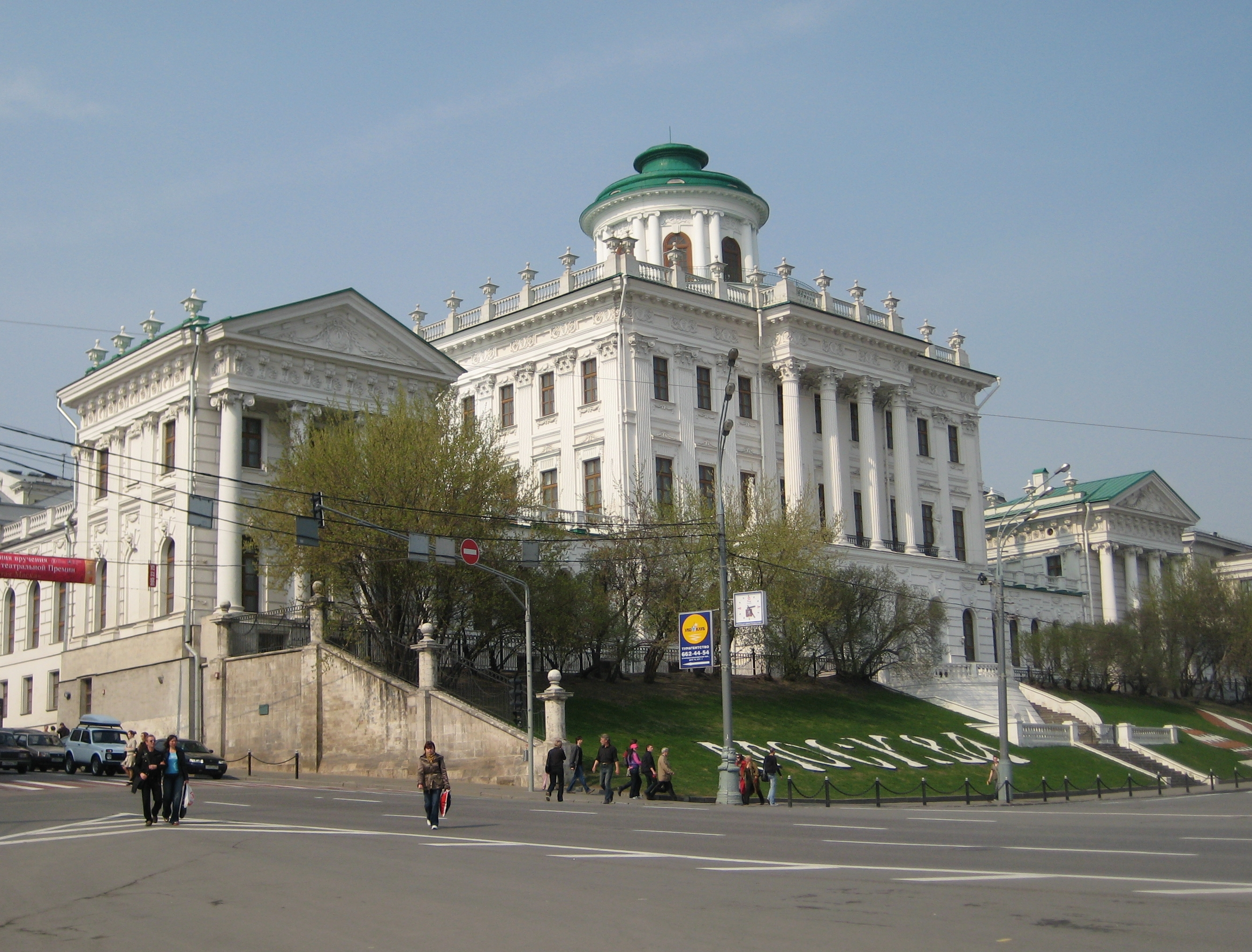
Палац Пашкова. арх. Баженов
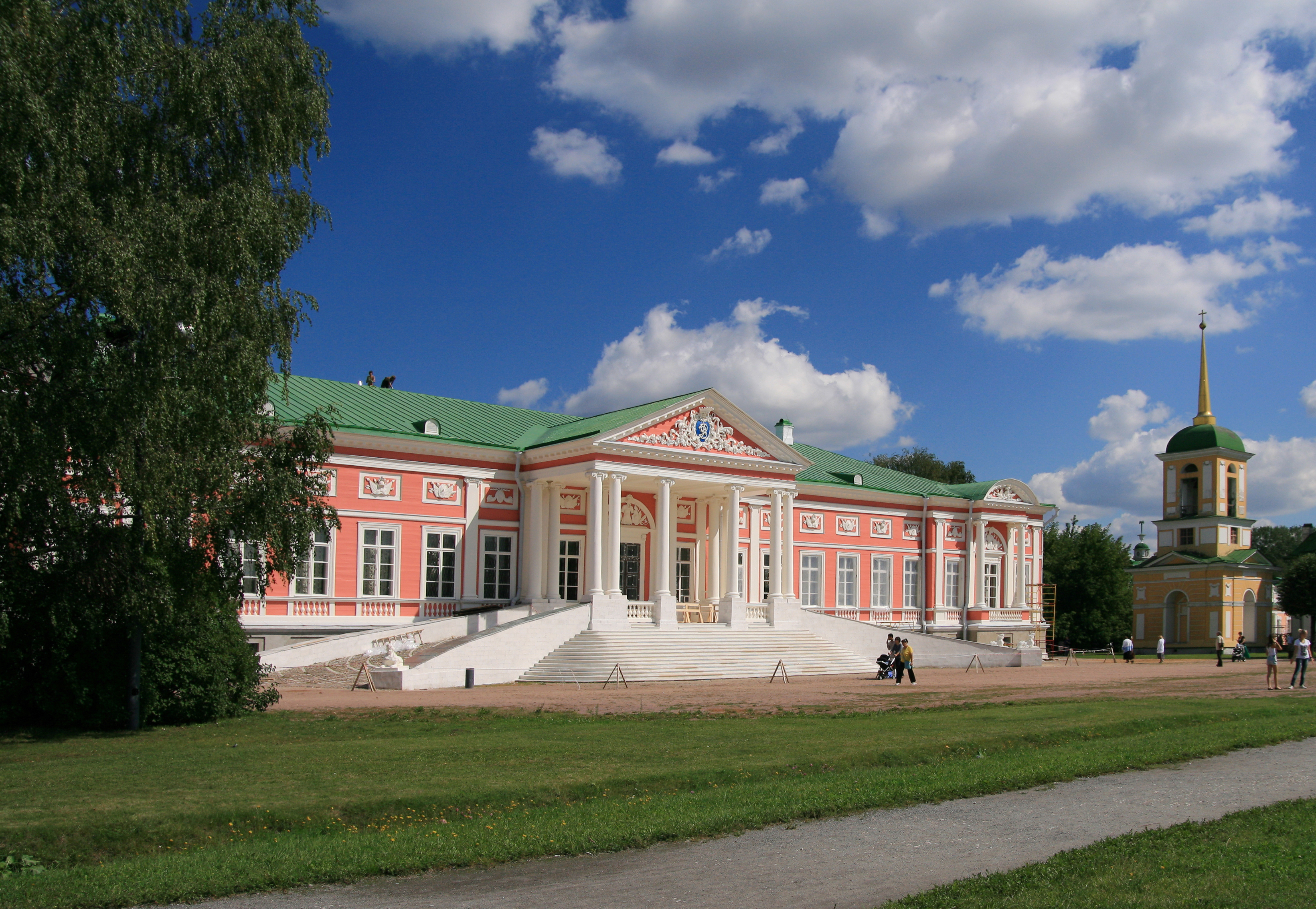
Садиба Кусково
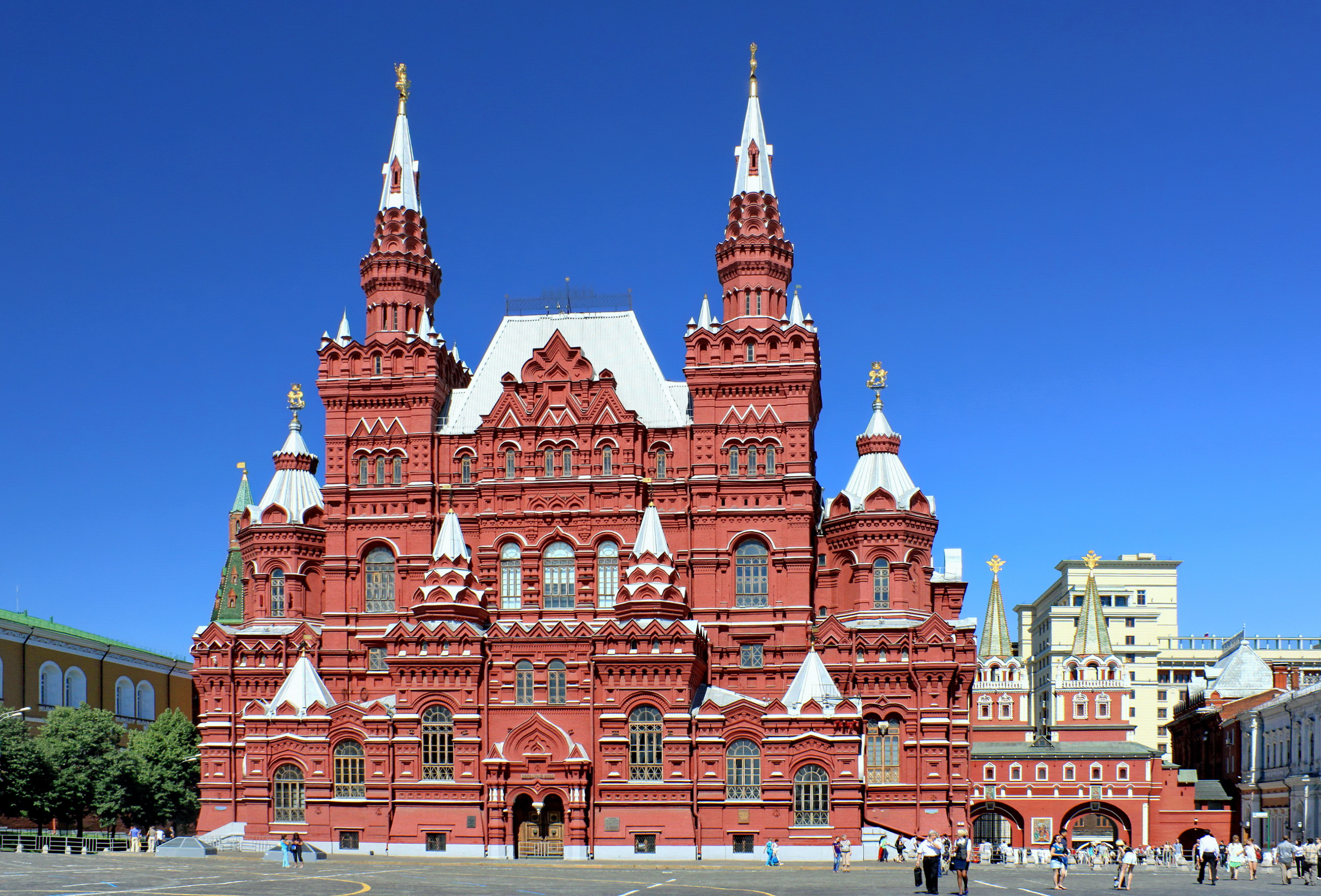
Державний історичний музей
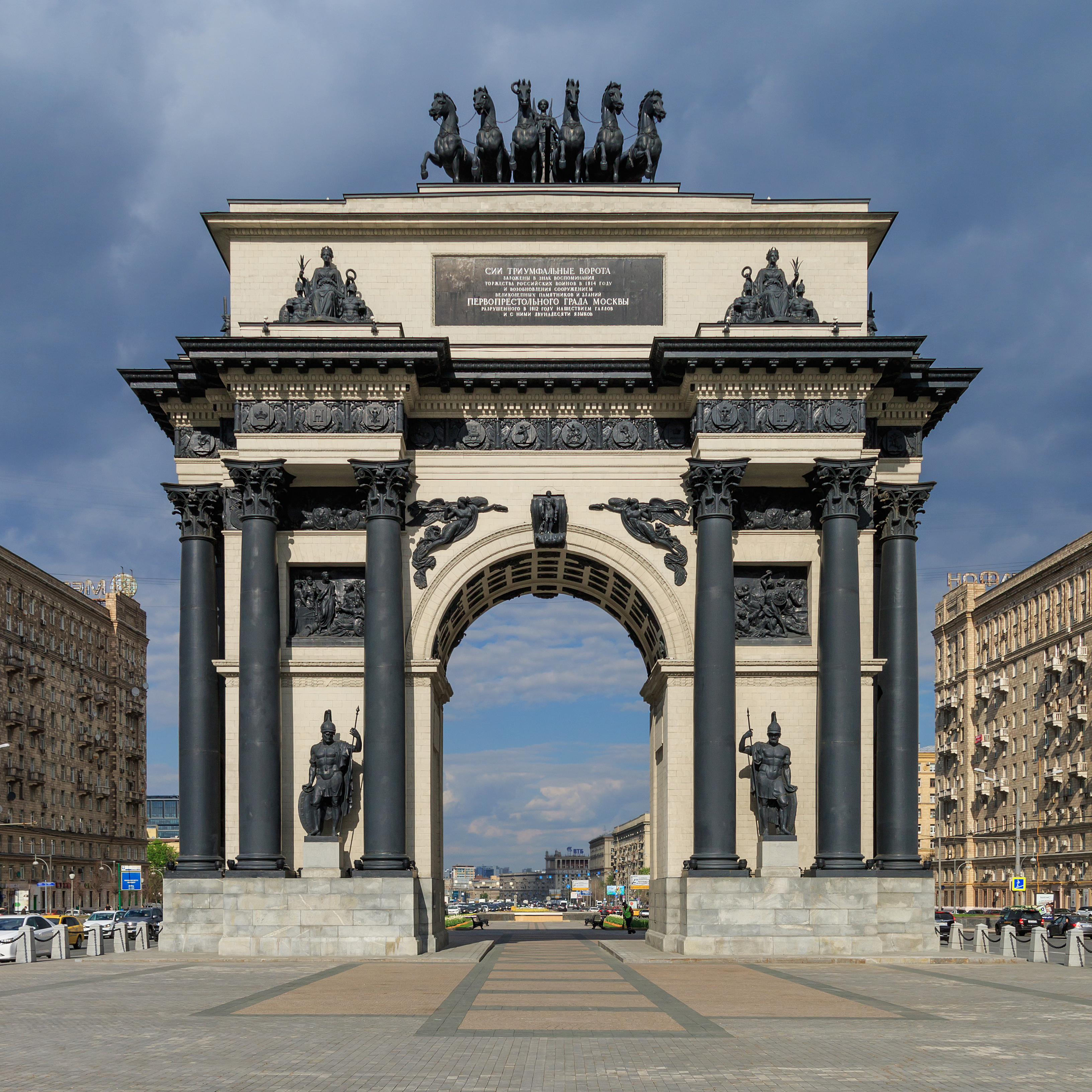
Тріумфальна арка
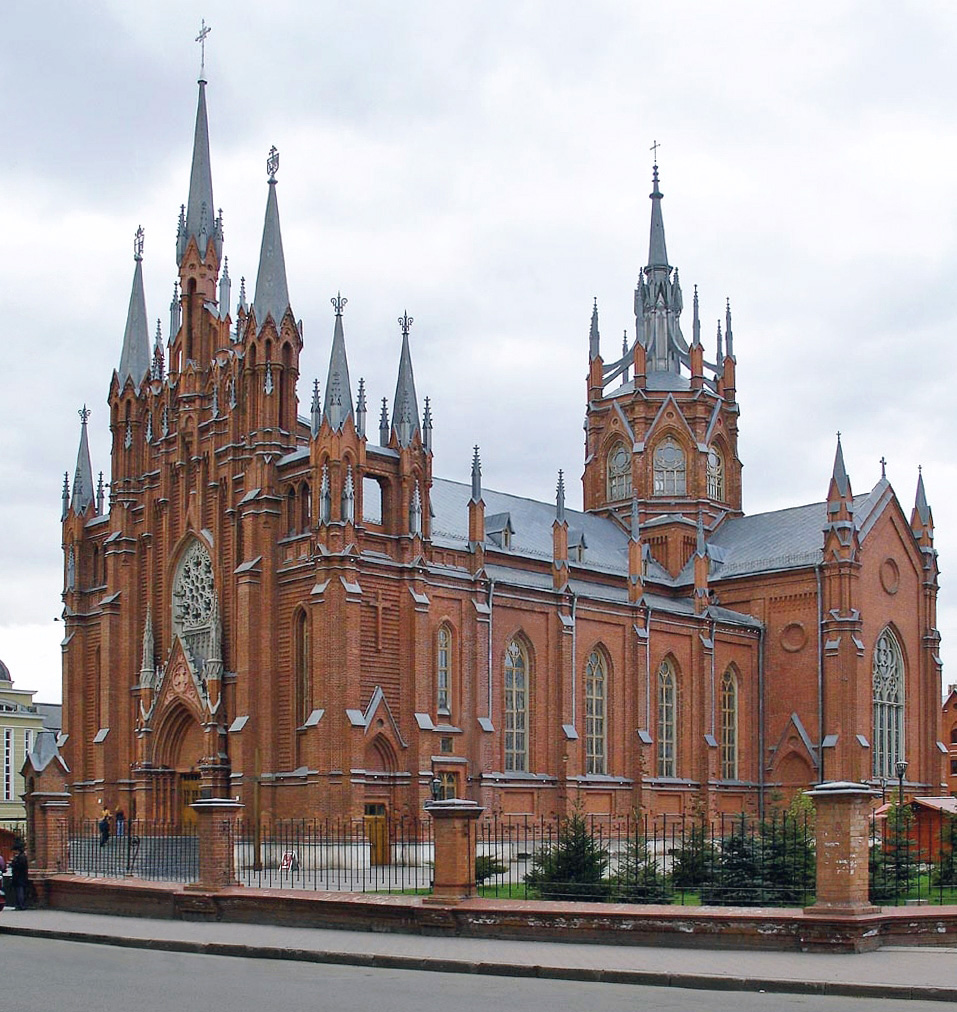
Собор непорочного Зачаття Діви Марії
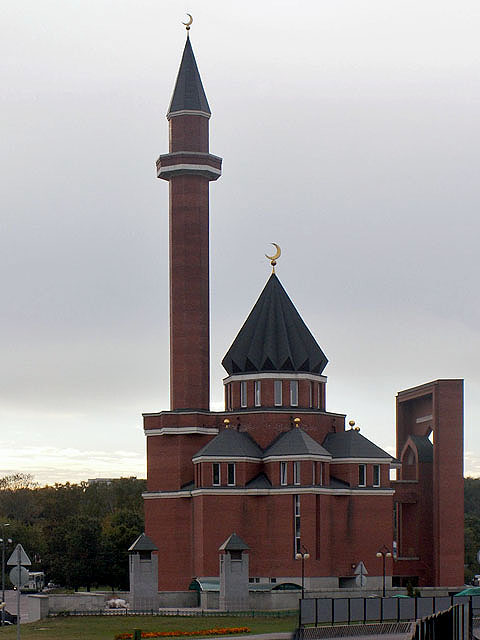
Мечеть. Поклонна Гора.
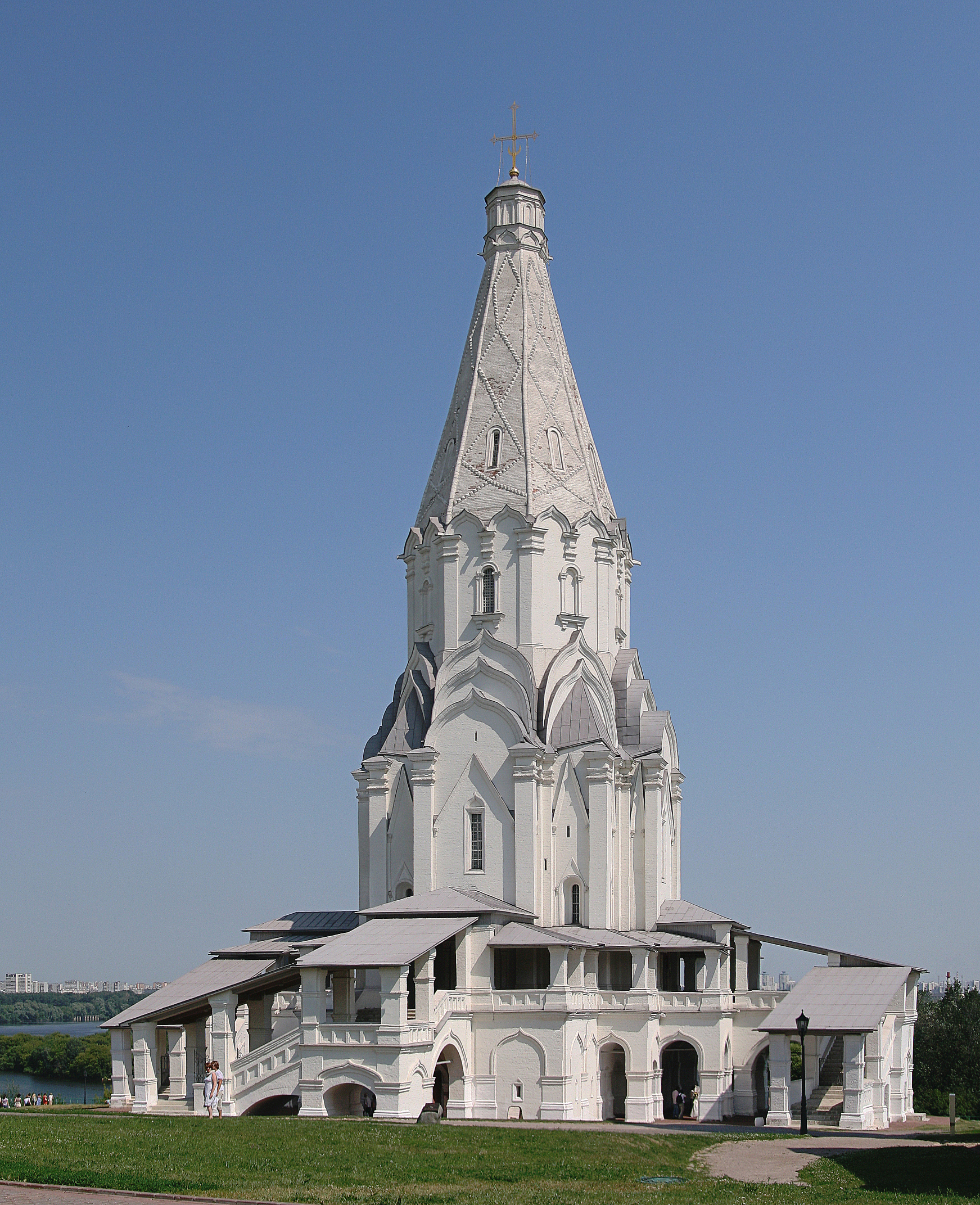
Коломенське (музей)
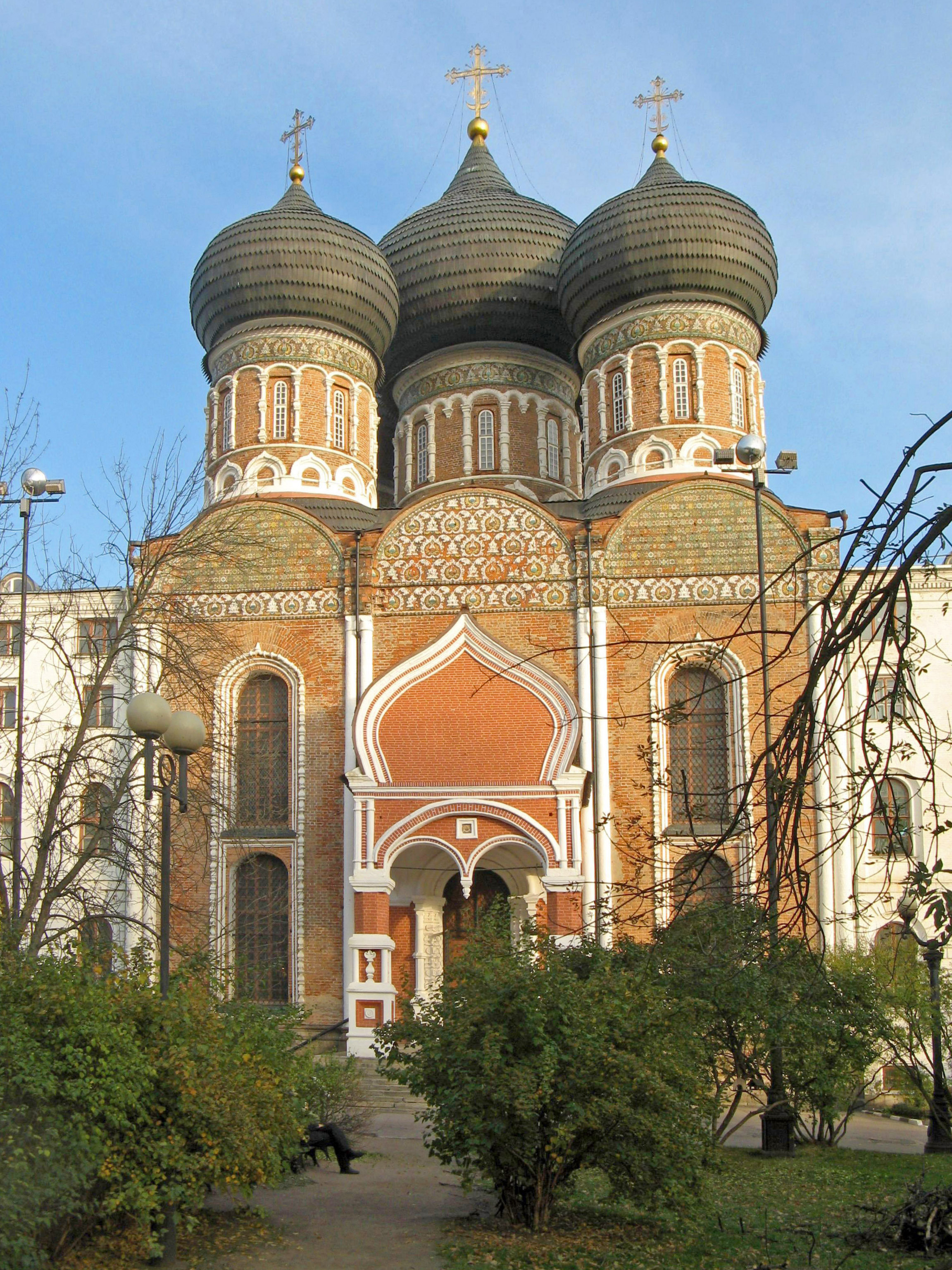
Храм Покрова в Ізмайлові[37].
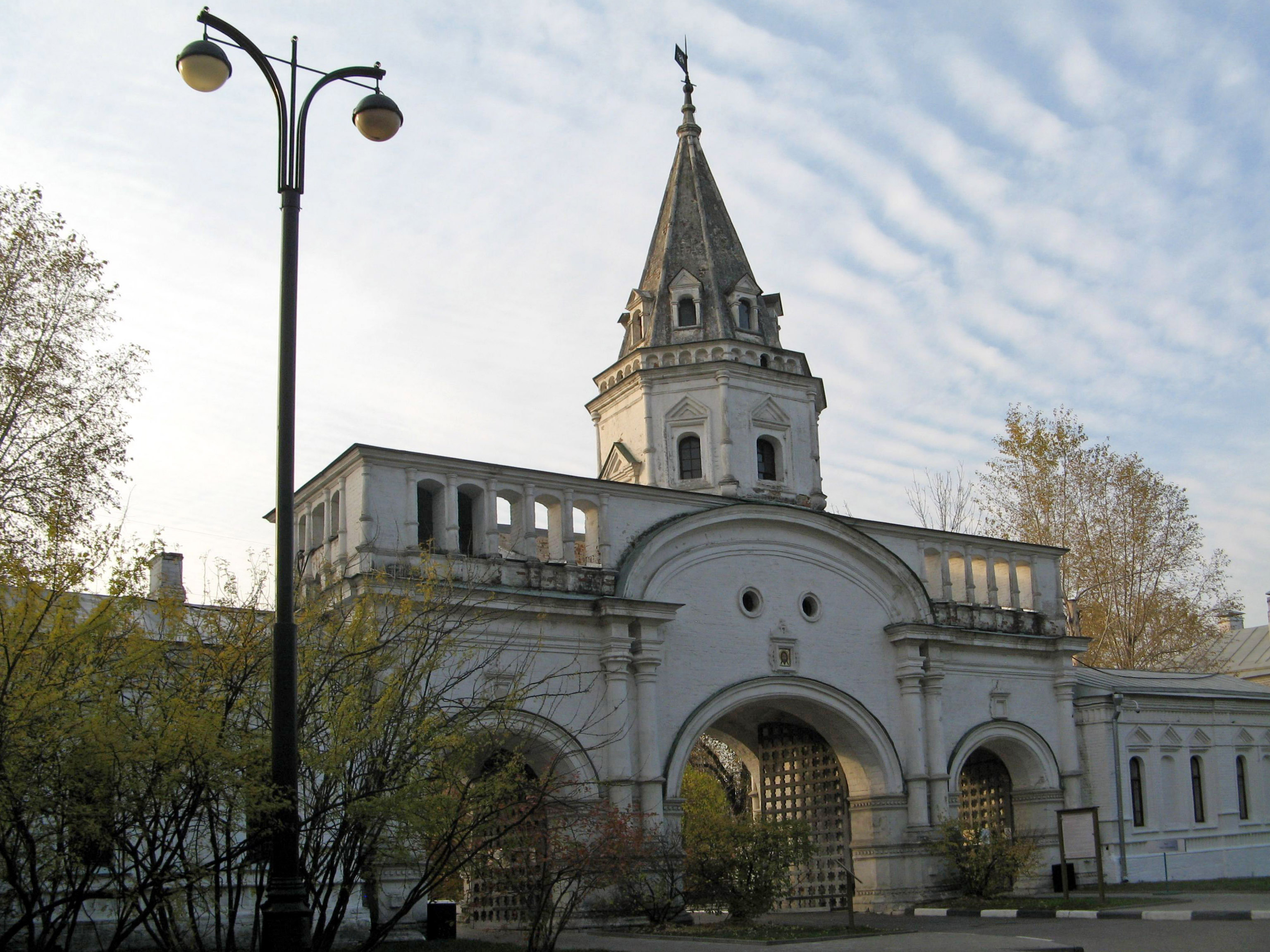
Ізмайлово — маєток російських царів.

### Мистецтво

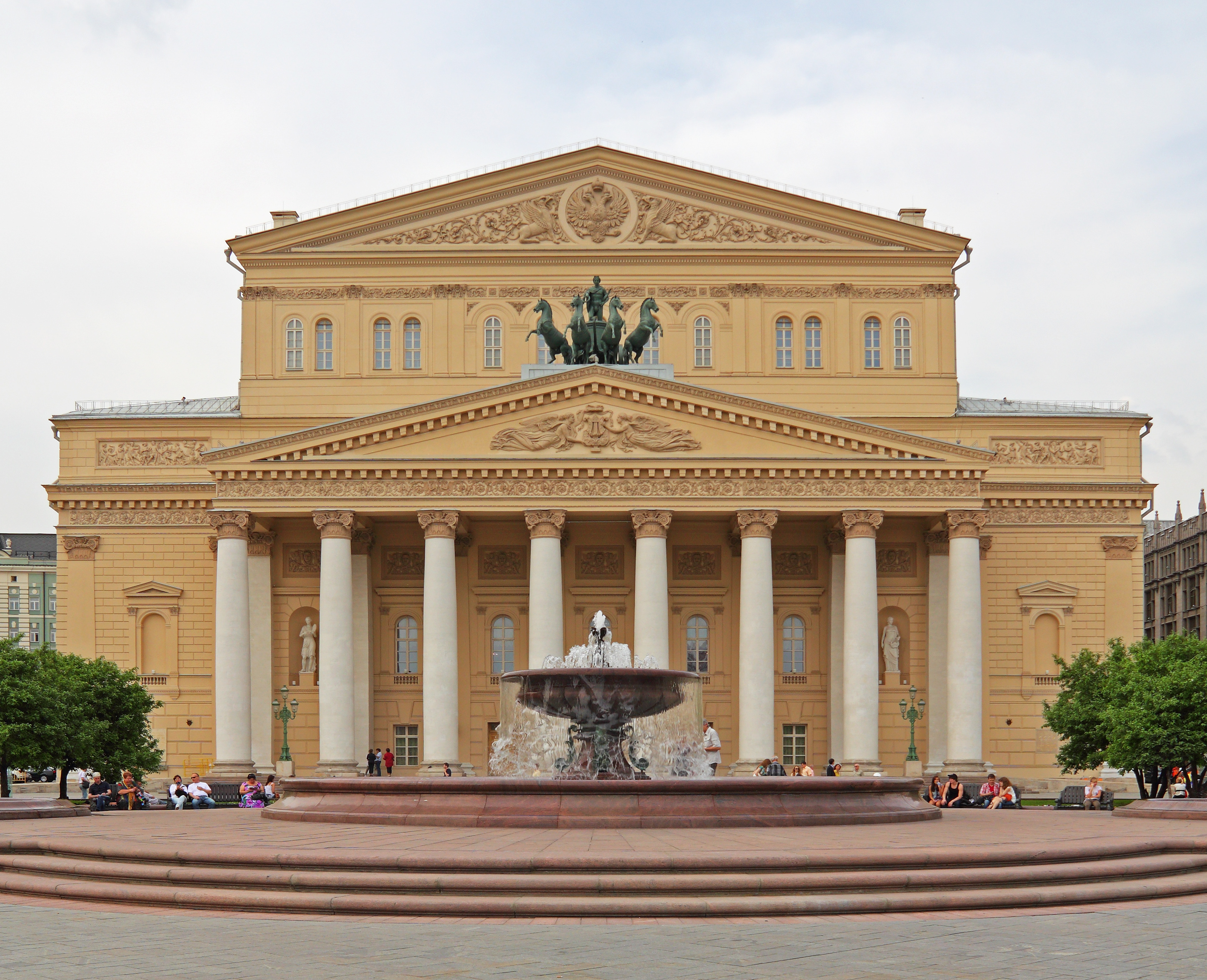
Большой театр

Москва є значним центром російської та світової культури. Діє понад 100 театрів, включаючи найвідоміший Большой театр (з 1776), Малий театр (з 1824 року), Московський художній академічний театр (з 1898 року), Театр імені Вахтангова. Всесвітньо відомий Концертний зал ім. П. І. Чайковського.
Серед нових закладів, створених у XXI ст. — Московський міжнародний Будинок музики.

### Музеї та бібліотеки
Москву, у якій понад 100 музеїв, по праву називають містом музеїв. Серед найвідоміших — Історичний музей, споруджений у XIX ст.; найбільший у світі музей російського мистецтва — Третьяковська галерея; Алмазний фонд;Державний історичний музей; Музей образотворчих мистецтв імені Пушкіна; Державний музей мистецтв народів Сходу; Політехнічний музей; Державний центральний музей музичної культури імені Глинки; Артилерійська колекція Кремля, Музей садибної російської культури; Музей російської гармоніки.
У місті понад 400 бібліотек, включаючи одну з найбільших у світі Російську державну бібліотеку. У 1989—2017 рр. у Москві також діяла Українська бібліотека.

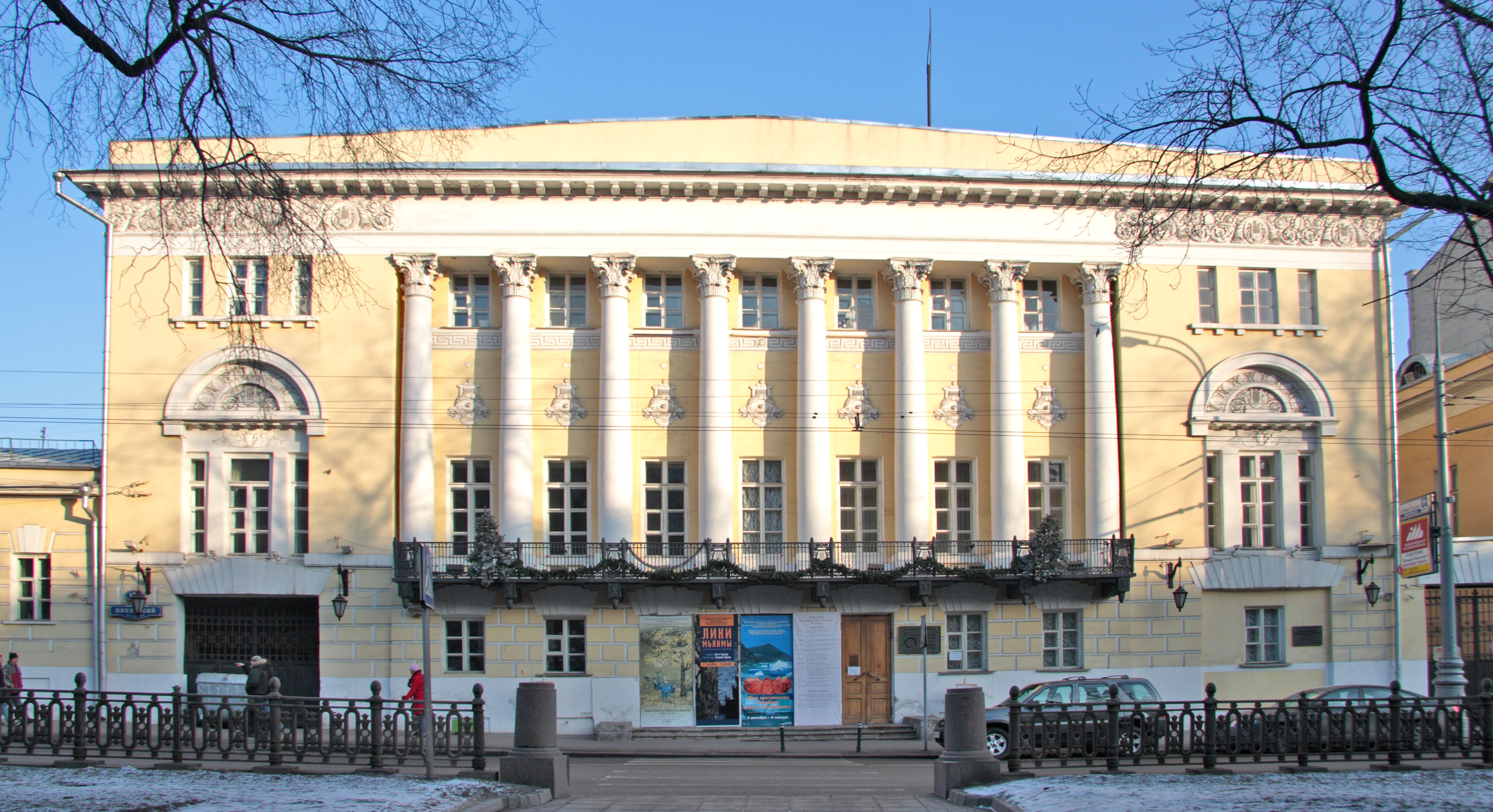
Державний музей мистецтв народів Сходу
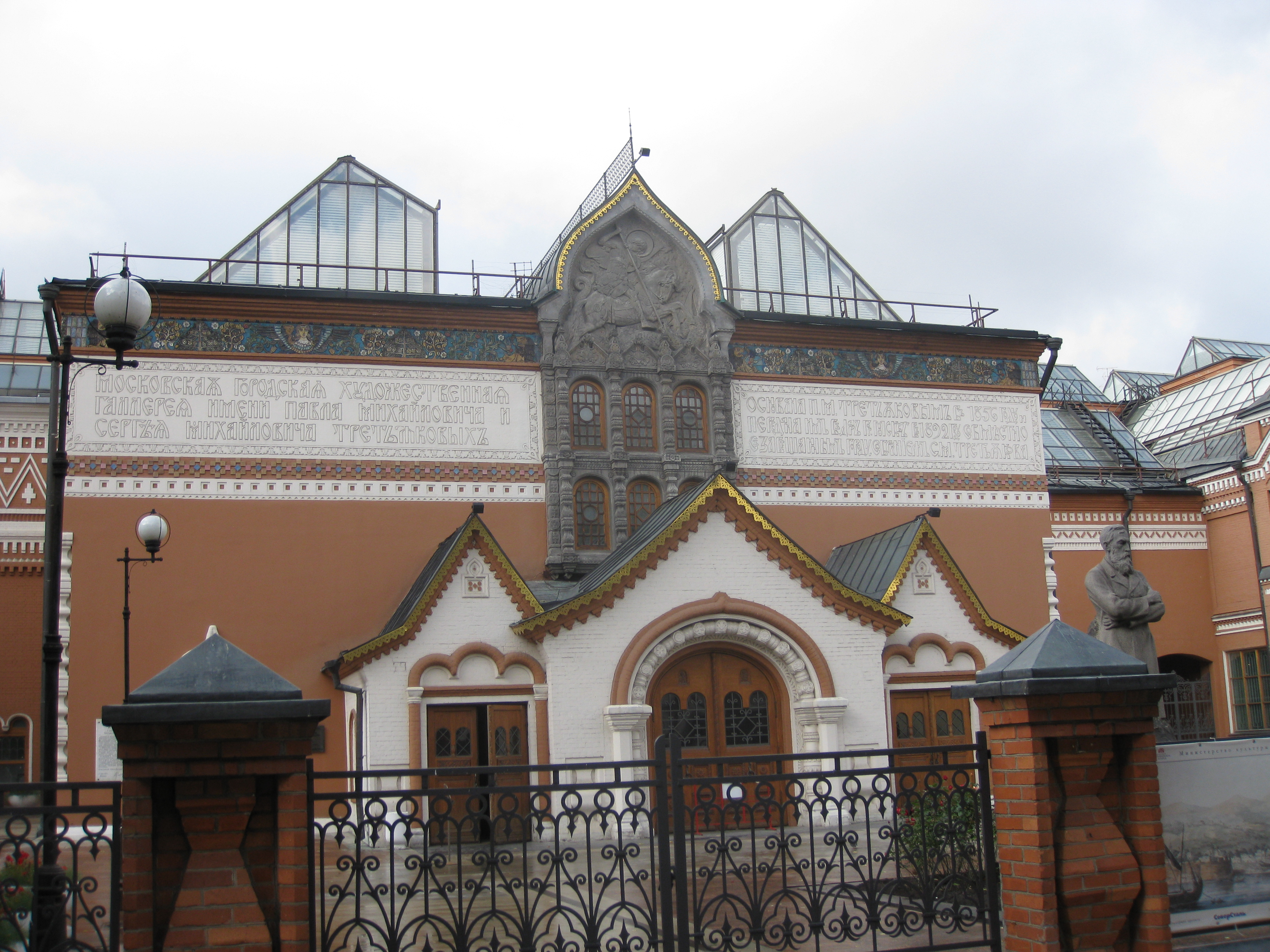
Третьяковська галерея
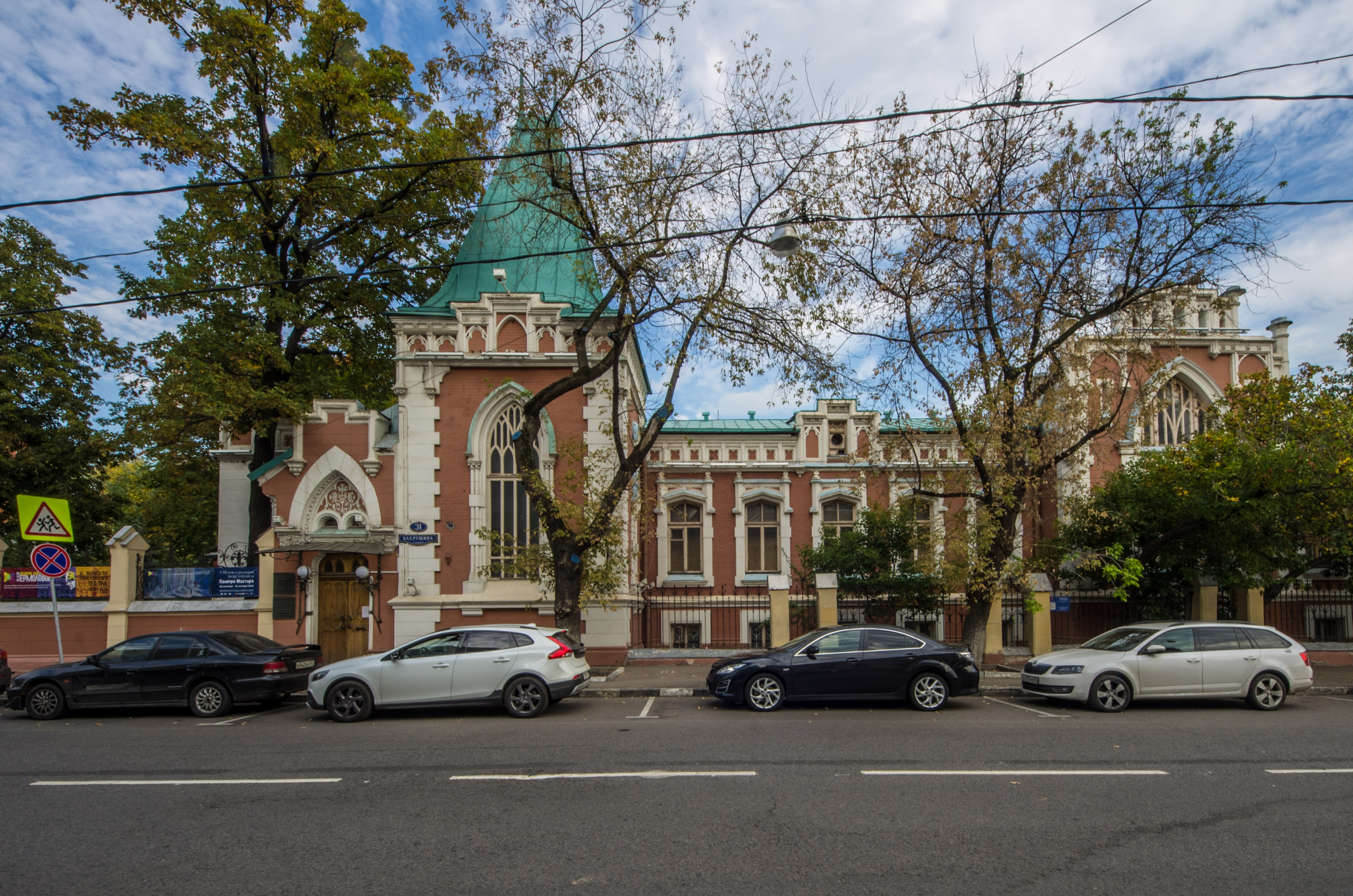
Театральний музей імені Бахрушина
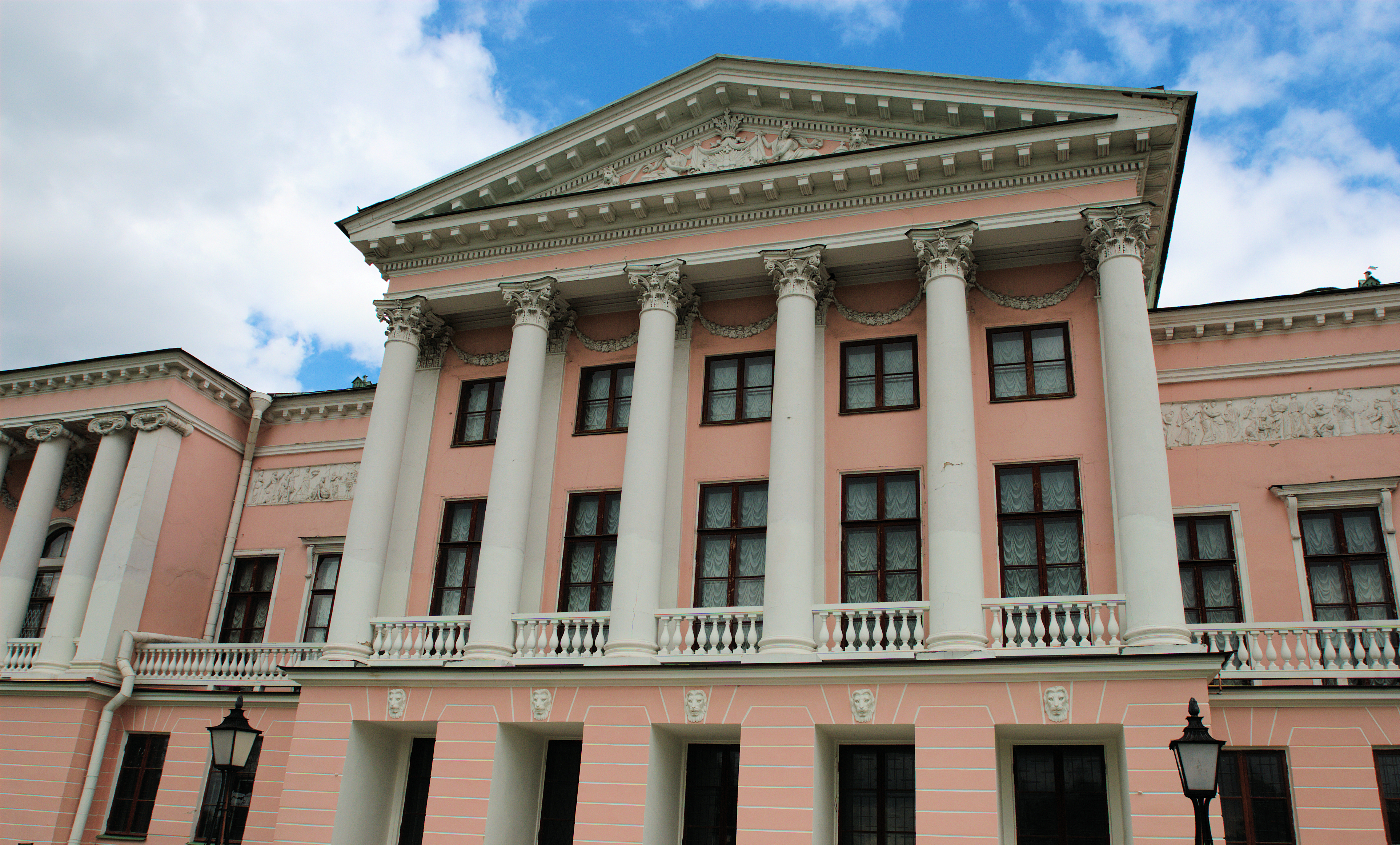
Останкіно, палац Шеремєтєвих
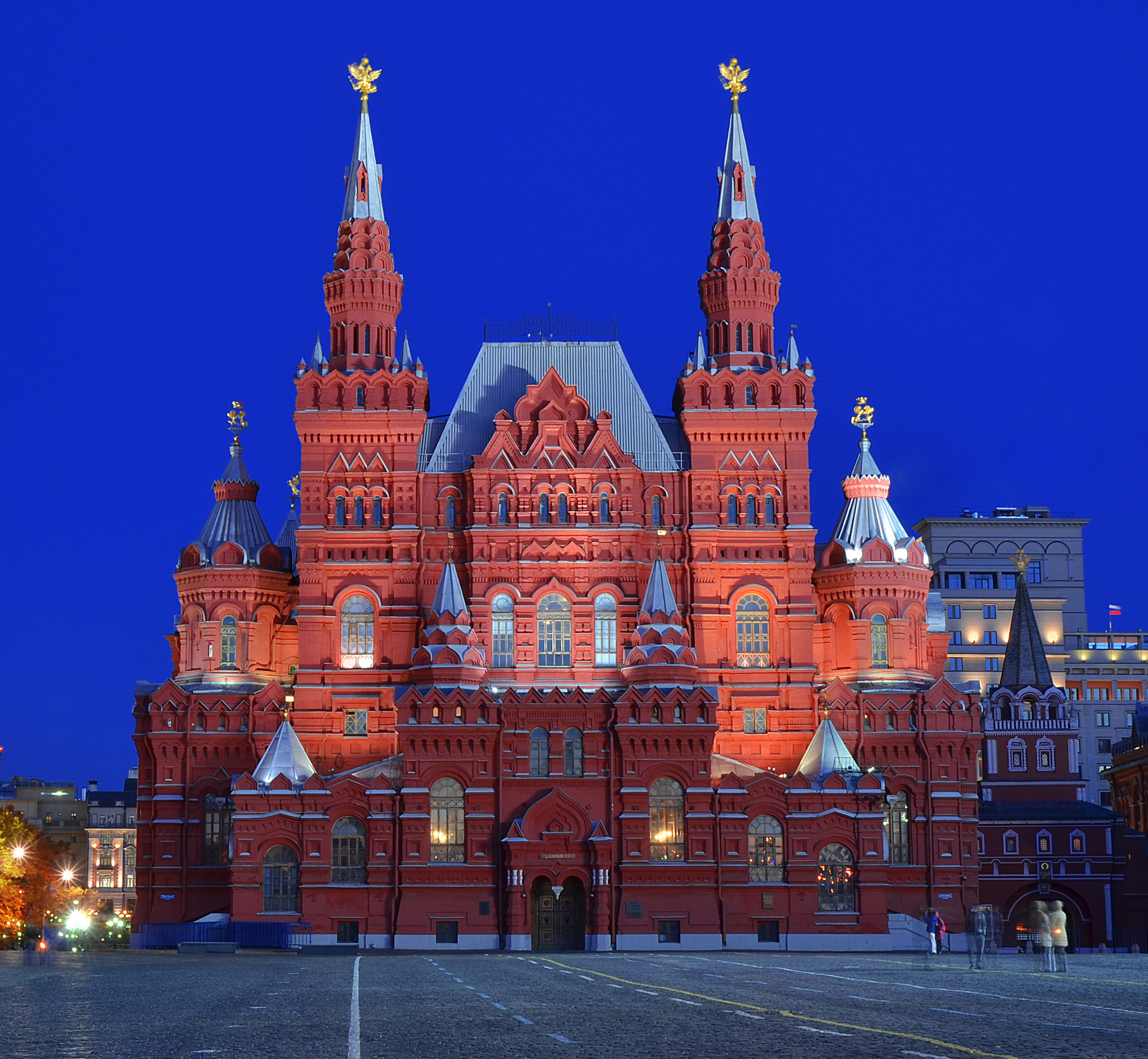
Державний історичний музей
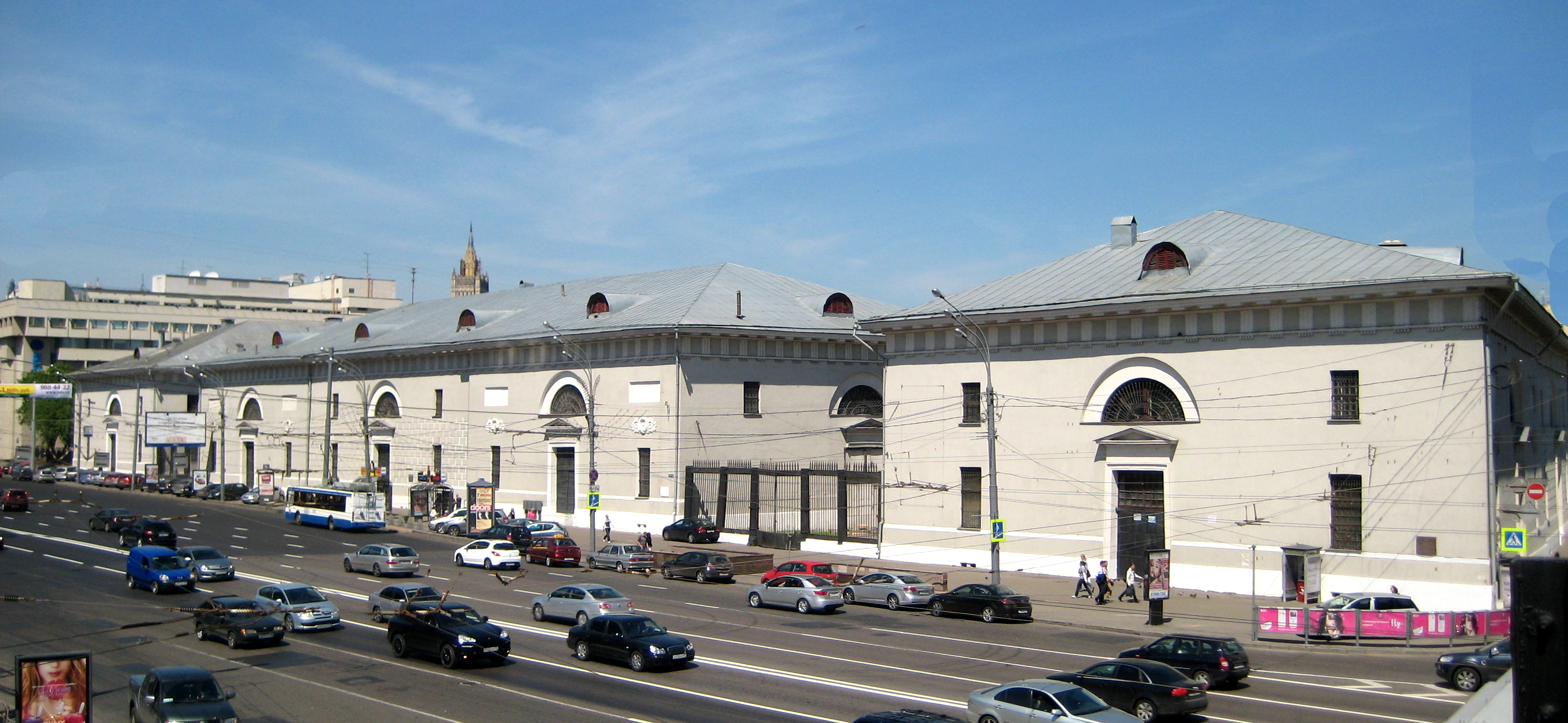
Провіантські склади (Музей історії Москви)
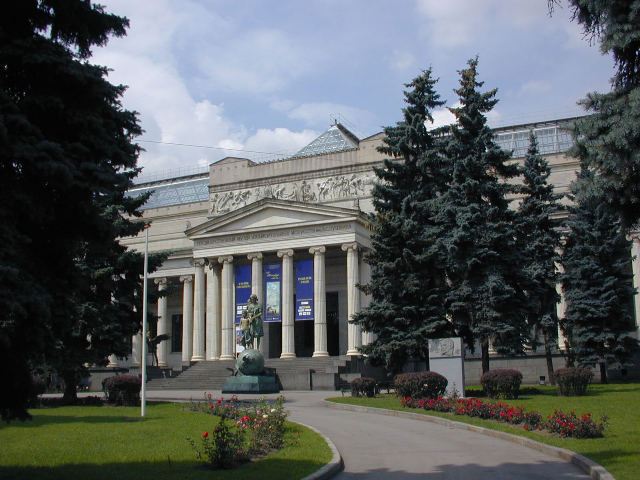
Музей образотворчих мистецтв імені Пушкіна
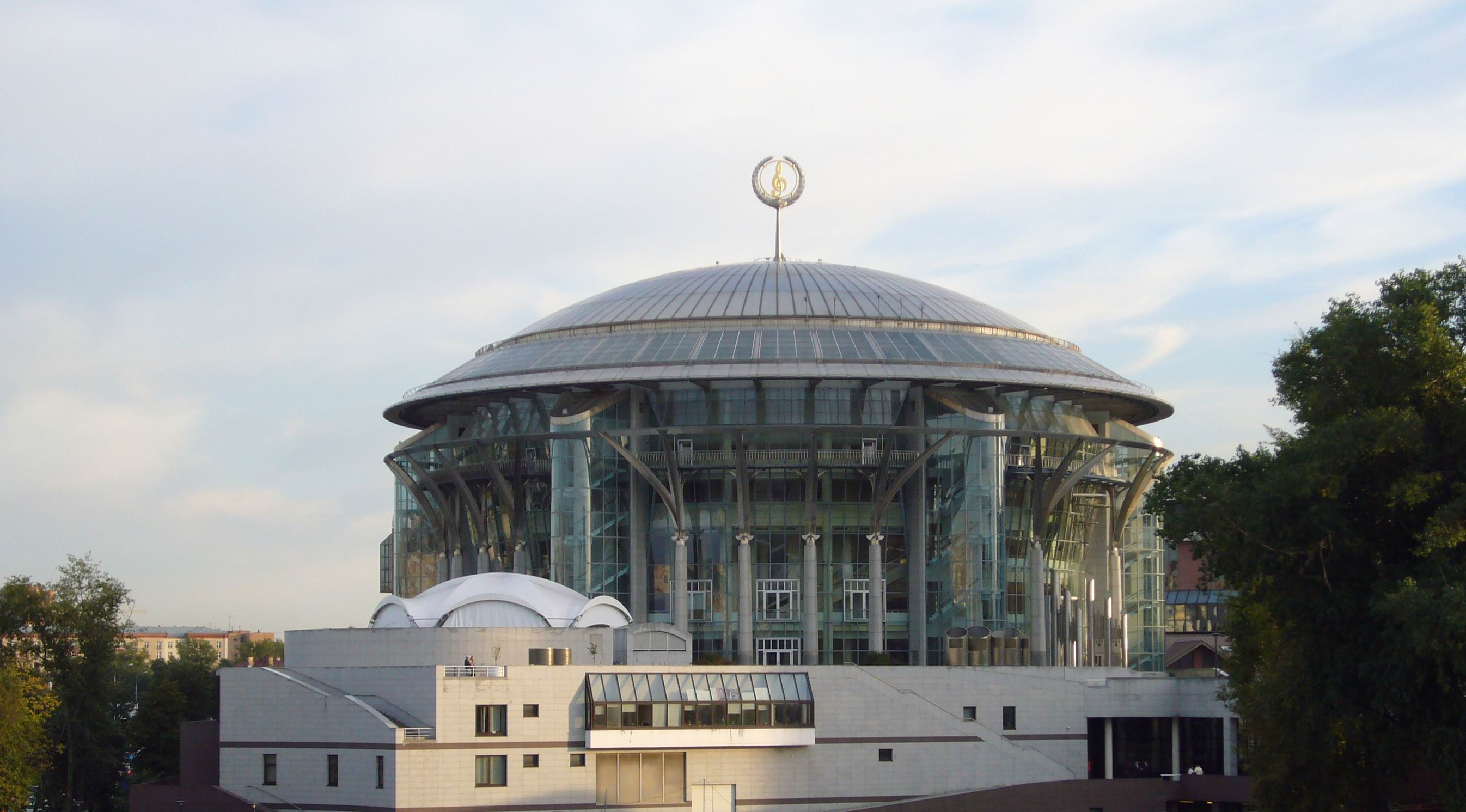
Московський міжнародний Будинок музики

### Спорт

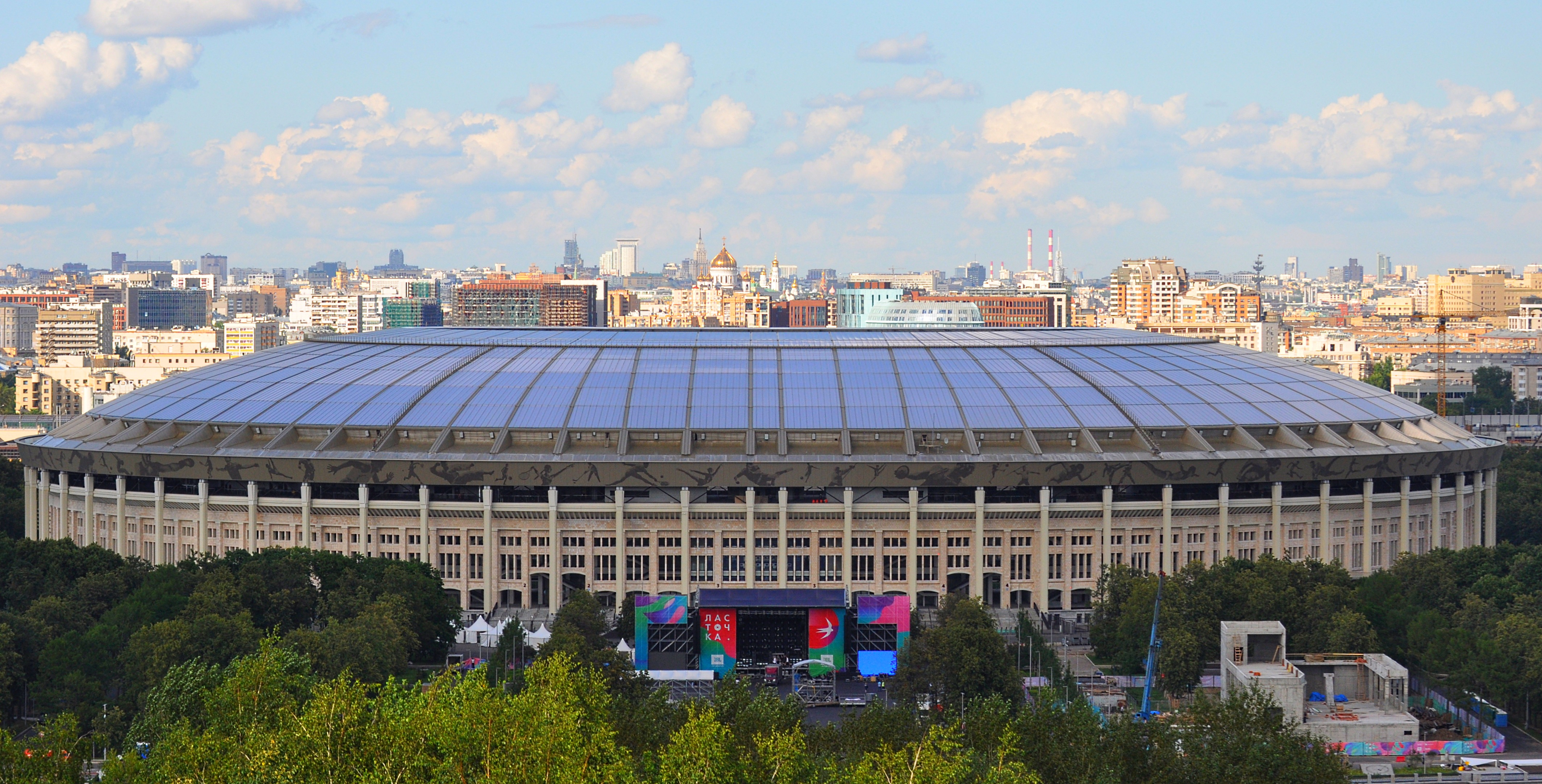
Стадіон Лужники

У місті досить популярний футбол, хокей, баскетбол, гандбол, волейбол. У ньому існує багато спортивних клубів. Це футбольні клуби: «Спартак» Москва, ЦСКА Москва, «Динамо» Москва, «Локомотив» Москва, «Торпедо» Москва, «Спортакадемклуб» Москва.

### Відпочинок

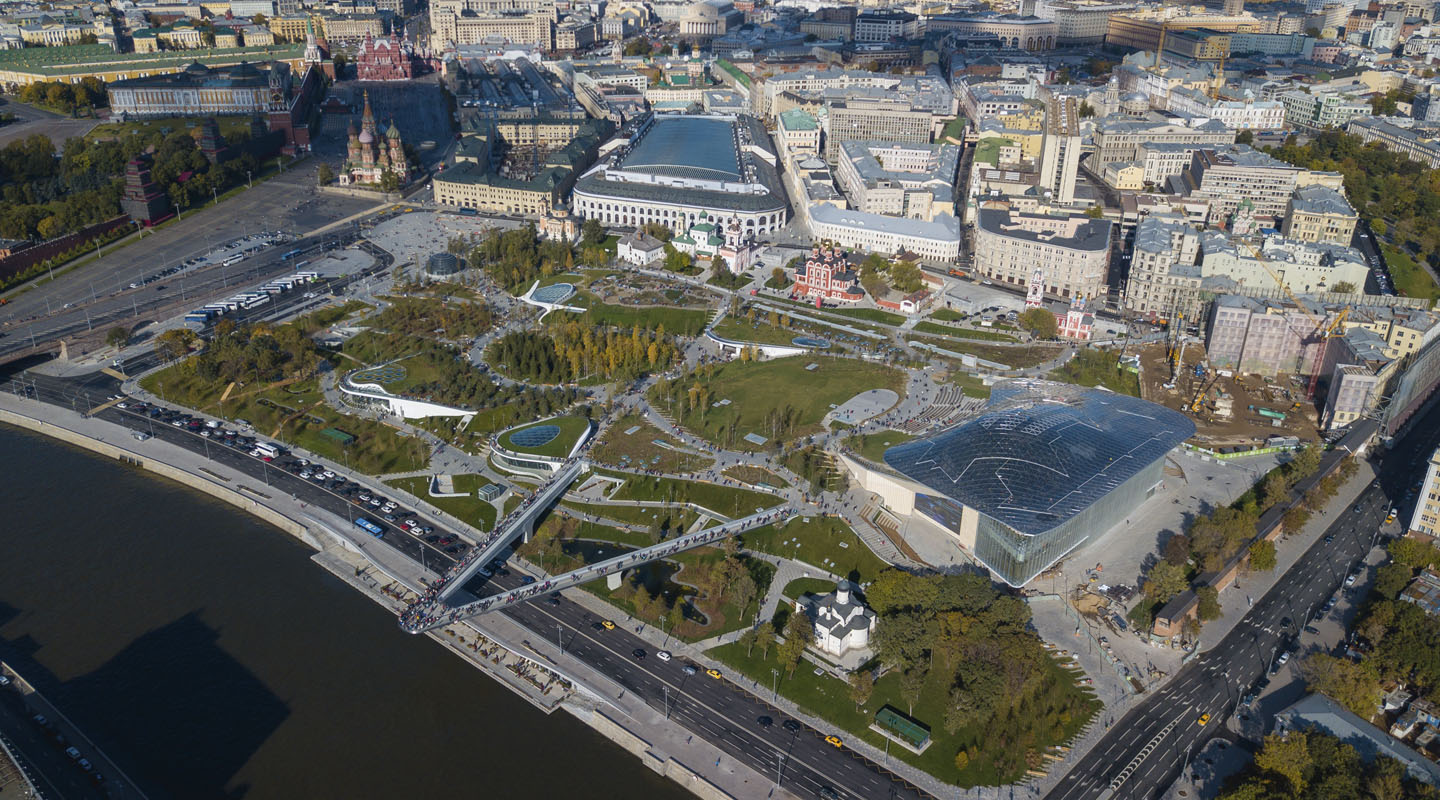
Парк Заряддя

У Москві багато рекреаційних закладів. Серед них 96 великих стадіонів, 92 басейни, спортивні комплекси «Олімпійський», Центральний стадіон у Лужниках, спортивний комплекс клубу Російської Армії.
Парк Горького — найпопулярніший розважальний центр на 120 га, який пропонує відкриті театри, зимові ковзанки та теніс.
У центрі знаходиться відома вулиця Арбат, з магазинами, ресторанами та книгарнями, символ старої Москви.
Значною популярністю користуються Московський зоопарк та Московський цирк — один із найкращих світових цирків.

## Освіта та наука
У Москві понад 100 закладів вищої освіти. Головні з них — Московський державний університет імені Михайла Ломоносова (заснований у 1755 році, 30 000 студентів та бл. 7000 аспірантів) та Московський фізико-технічний інститут. У Москві близько 1500 початкових та середніх шкіл, приблизно 150 технічних закладів освіти.
У місті розташовані сотні академічних, науково-дослідних та проєктних інститутів.
У місті діє понад півтори тисячі загальноосвітніх шкіл, зокрема ліцеїв, гімназій і шкіл-інтернатів, понад 1800 установ дошкільної освіти, близько чотирьохсот бібліотек, серед яких найстарша публічна бібліотека Росії — Наукова бібліотека МДУ, Українська бібліотека у Москві і найбільше книгосховище в країні — Російська державна (Ленінська) бібліотека.

### Наука

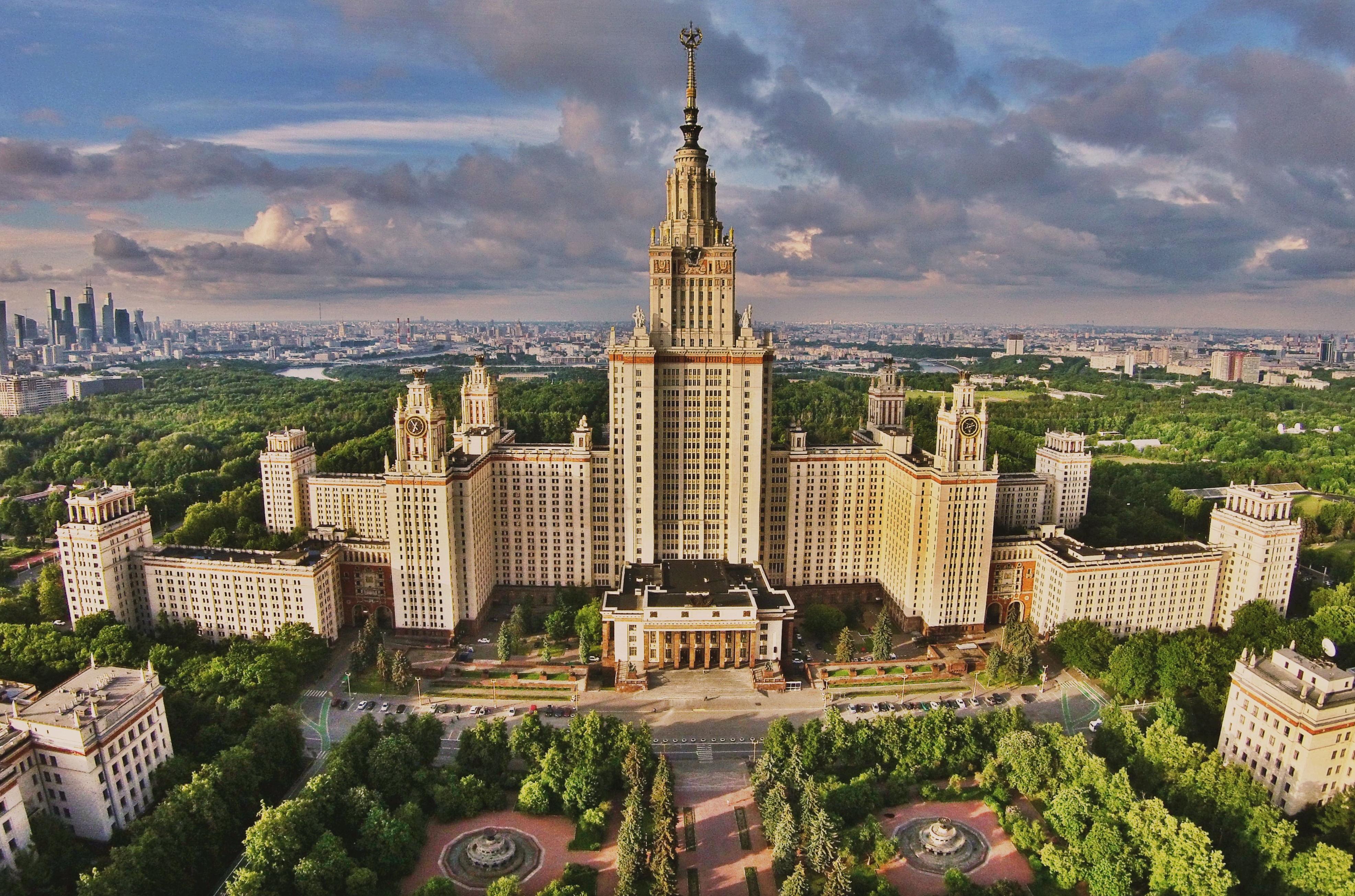
Московський державний університет імені Ломоносова

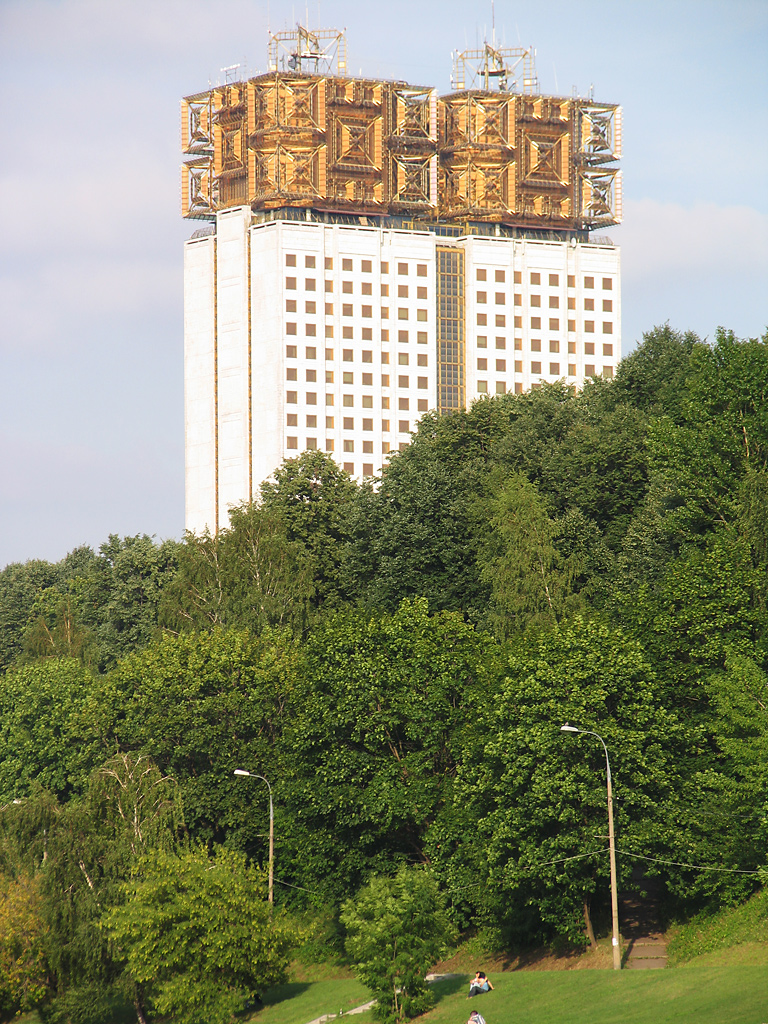
Нова будівля Президії Російської академії наук на Воробйових горах у Москві

Москва — значний науковий центр. Наука розвивалася тут ще від царату, і особливо активно — за радянських часів. Тут багато різних науково-дослідних інститутів, що працюють у багатьох галузях науки, таких, як ядерна енергетика, мікроелектроніка, космонавтика і інших передових наукових напрямках.
Перші наукові дослідження в Москві почали проводитися в Московському університеті з 1755 року. У XIX столітті при університеті стали виникати наукові співтовариства, що вивчали історію Росії, медицину, фізику, російську мову і інші науки.
У радянські часи в Москві почала формуватися мережа галузевих наукових установ. У Москві з'явилися Центральний аеродинамічний інститут (ЦАГИ) (1918), Хімічний інститут ім. Л. Я. Карпова (1921), Московський технічний університет зв'язку і інформатики (1921) та інші.
Також почала створюватися академічна мережа. Були створені:
- Всесоюзна академія сільськогосподарських наук імені Леніна (ВАСГНІЛ), 1929
- Академія наук СРСР — Президія АН СРСР, переведена з Ленінграда в 1934
- Академія медичних наук СРСР (1944)
- Академія педагогічних наук РРФСР (1943, з 1966 — АПН СРСР)

Московські академічні інститути відомі своїми досягненнями в області фізики, кристалографії, радіотехніки і електроніки, хімії, біохімії, космічних досліджень, археології.
Найвідоміші галузеві науково-дослідні інститути:
- Інститут атомної енергії ім. Курчатова
- Інститут теоретичної і експериментальної фізики
- Центральний аерогідродинамічний інститут їм. Жуковського (ЦАГИ)
- Фізико-хімічний інститут ім. Карпова
- Всесоюзний інститут мінеральної сировини

## Релігія
Архієрейської кафедри в Москві не було аж до появи московського патріаршества. Тобто ні єпископів, ні митрополитів із титулом «Московський» не було на Русі. І лише в XIX Столітті з'являється московська митрополича кафедра (Платон в XVIII столітті отримав титул митрополита).

## Зовнішні зв'язки

### Міста-побратими

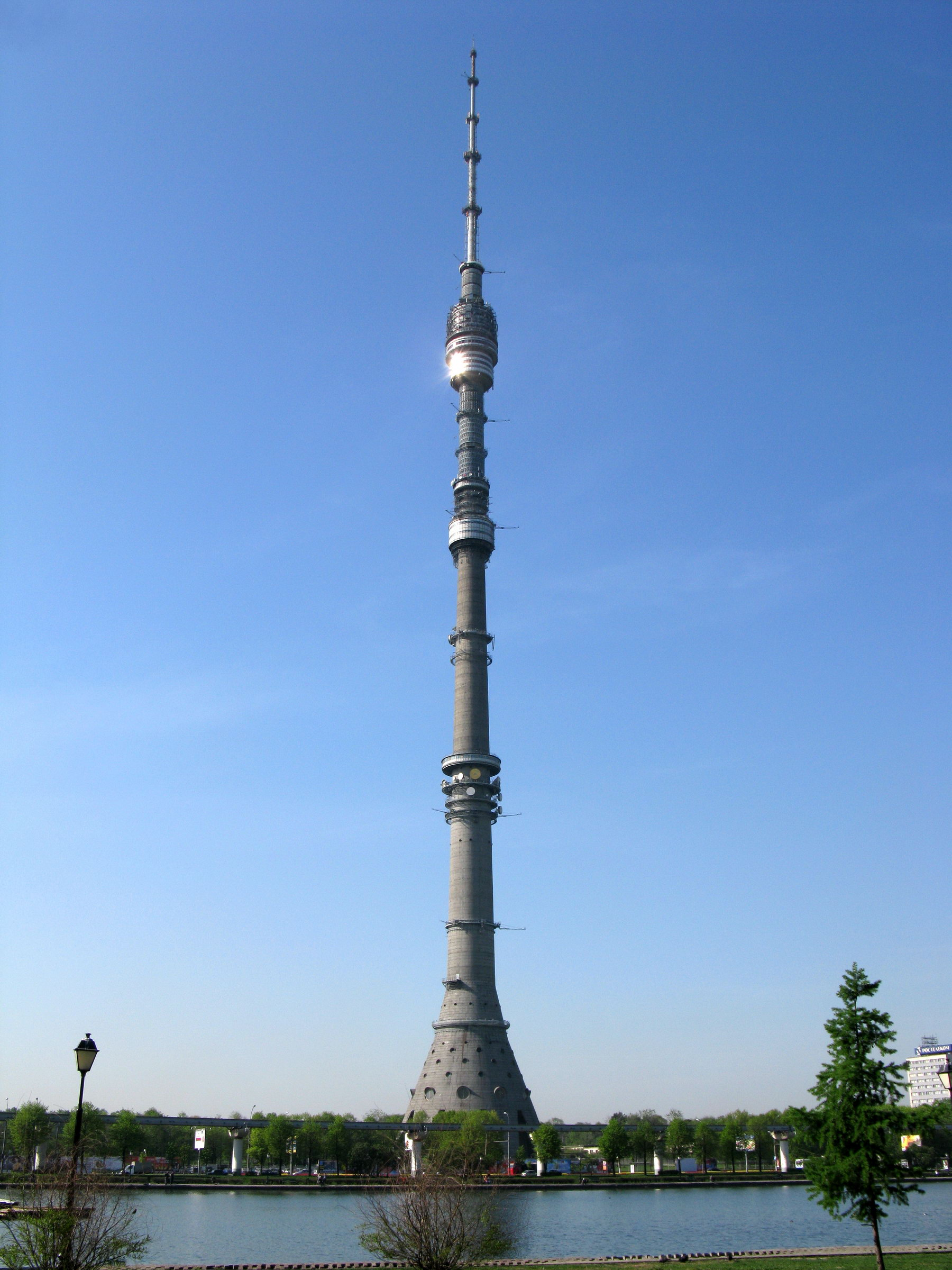
Останкінська телевежа

- Австрія — Відень
- Азербайджан — Баку
- Аргентина — Буенос-Айрес
- Велика Британія — Лондон
- В'єтнам — Ханой
- Греція — Афіни
- Ізраїль — Тель-Авів
- Індія — Делі
- Іран — Тегеран[40]
- Іспанія — Мадрид
- Казахстан — Нур-Султан
- Киргизстан — Бішкек
- КНР — Пекін
- Куба — Гавана
- Монголія — Улан-Батор
- ОАЕ — Дубай
- Південна Корея — Сеул
- Північна Корея — Пхеньян
- Сербія — Белград
- Словенія — Любляна
- Таїланд — Бангкок
- Туреччина — Анкара
- Україна — Севастополь
- Філіппіни — Маніла
- Японія — Токіо

Колишні міста-побратими
- Німеччина — Берлін
- Німеччина — Дюссельдорф
- США — Чикаго[41]
- Польща — Варшава